# Effondrement de l'âge du bronze récent
Pour les articles homonymes, voir Effondrement (homonymie).

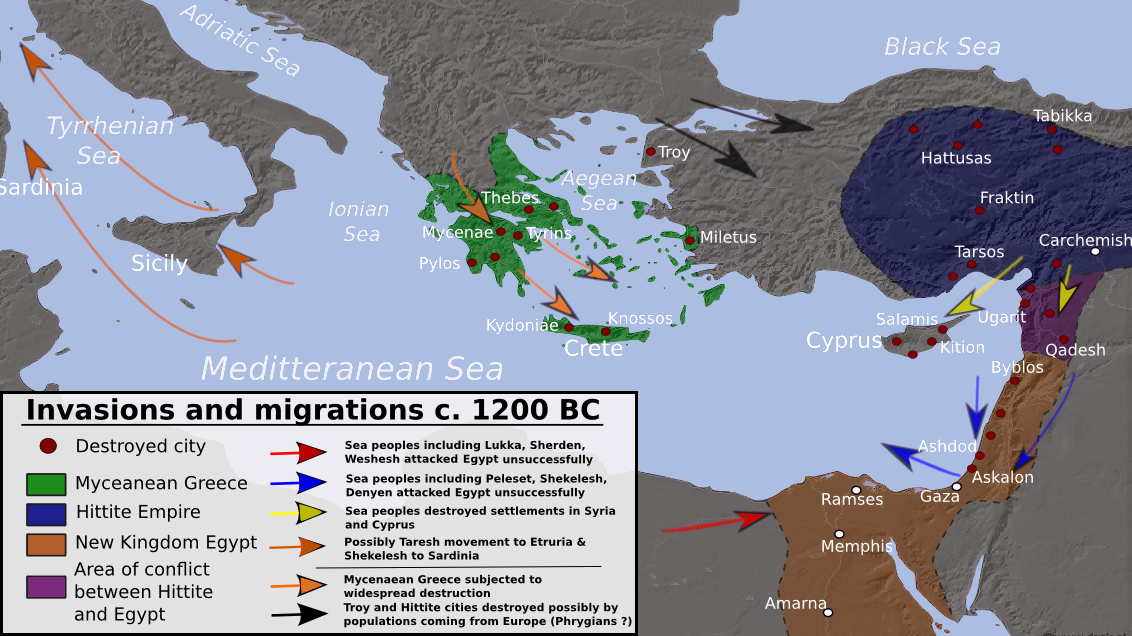
Destructions et propositions sur les mouvements de populations durant l'effondrement de l'âge du bronze, vers -1200, selon les approches « catastrophistes » traditionnelles ; ces interprétations sont contestées.

L'effondrement de l'âge du bronze récent — ou plus précisément l'effondrement (ou la crise) de la fin de l'âge du bronze récent — est une période de l'histoire de la Méditerranée orientale et du Proche-Orient ancien marquant la transition entre l'âge du bronze récent et le premier âge du fer, correspondant approximativement au demi-siècle compris entre environ 1200 et 1150 av. J.-C. et au sens large au XIIe siècle av. J.-C. (la datation est imprécise). Elle est caractérisée par des destructions plus ou moins généralisées sur des sites majeurs et secondaires (l'ampleur des destructions est discutée), la disparition ou du moins le déclin marqué des royaumes qui dominaient l'ordre politique jusqu'alors ainsi que d'une grande partie des entités politiques de second rang, et un reflux des relations entre les différents pays de la Méditerranée orientale. Après une période de réorganisation, de nouvelles civilisations émergent (Phéniciens, Araméens, Philistins, Israël antique, Phrygiens, Grèce antique).
Les changements sont plus ou moins profonds selon les régions : les cas les plus radicaux sont marqués par la disparition de civilisations (civilisations mycénienne et hittite) ou de sites majeurs (Ougarit), ou du moins de grands changements politiques et sociaux (Levant méridional), dans d'autres endroits la situation est plus contrastée, les ruptures étant moins évidentes (Levant central, Syrie du Nord). Les régions situées plus à l'est (Mésopotamie, Élam) sont également affectées par d'importants bouleversements, mais un peu plus tard et suivant des modalités différentes.
Les causes derrière ces changements majeurs sont très discutées. Traditionnellement, sont mis en avant des mouvements de population, si ce n'est des « invasions », notamment celles des « Peuples de la mer », ainsi que des modifications environnementales (notamment d'importantes sécheresses), des facteurs internes comme des révoltes ou des crises « systémiques ». Il est plus probable qu'un ensemble de facteurs se soient combinés et aient entraîné des bouleversements irréversibles dans des civilisations voisines, par effet domino. Cela explique l'emploi de plus en plus courant du concept d'« effondrement » pour interpréter cette période.

## Le concept d'«effondrement»
L'idée de catastrophes situées autour de 1200 av. J.-C. est ancienne, et doit notamment beaucoup aux travaux de Arnold Hermann Ludwig Heeren (1760-1842), qui situe à ce moment la chute de Troie, suivant son interprétation des traditions grecques antiques, et la fin de la XIXe dynastie égyptienne. Par la suite, des historiens de la seconde moitié du XIXe siècle et du début du XXe siècle situent chacun à leur tour autour de cette date divers événements dramatiques : les invasions de ceux qu'Emmanuel de Rougé et Gaston Maspéro désignent comme les « Peuples de la mer », la chute de la civilisation mycénienne et de l'empire hittite, l'« invasion dorienne » de la Grèce, l'émergence des Israélites (d'après la Stèle de Mérenptah). Certaines de ces interprétations ont depuis tantôt été confirmées, nuancées ou même infirmées, mais l'idée de l'année 1200 av. J.-C. comme le début d'une période de catastrophes et de la fin d'un monde s'est imposée, et confortée avec l'émergence des concepts d'« âges obscurs » et d'« effondrement ». 
Dans les études d'archéologie le concept d'effondrement peut s'entendre, à la suite des propositions de Colin Renfrew, comme « un brusque déclin de la complexité sociopolitique marqué par la disparition de l'organisation administrative centrale. En outre, les élites traditionnelles disparaissent, l'économie centralisée échoue, et le peuplement et la population déclinent. » Cela se repère dans la documentation archéologique par l'abandon partiel voire total des centres urbains, à commencer par leur cœur politique (les palais), accompagné de la fin de leur rôle centralisateur dans la politique, l'économie et la culture, la rupture des structures économiques et des réseaux d'échanges, l'échec des idéologies qui soutenaient l'édifice civilisationnel. Le phénomène n'est pas forcément rapide,,. Dans cette approche, les épisodes de destruction sont vus comme une conséquence de la crise plutôt que comme une de ses causes. Ces approches ont été intégrées dans l'interprétation de la crise de la fin de l'âge du bronze en Méditerranée orientale et au Moyen-Orient en particulier à partir de la publication en 1985 par N. Sandars de son ouvrage sur les Peuples de la mer. Selon elle, aucune cause avancée jusqu'alors, prise isolément ne suffit à expliquer l'ampleur de la crise, qui doit donc s'envisager comme le résultat d'une combinaison de crises. Après elle, l'idée qu'il s'agissait alors d'un « effondrement systémique » s'est diffusée même si elle a pu être contestée (notamment par R. Drews qui a mis en avant les causes militaires).
L'approche classique de l'effondrement s'inscrit dans une vision « progressiste » de l'évolution des sociétés humaines : les civilisations évoluent suivant une trajectoire ascendante (progressent) vers des stades de plus en plus développés, ou « complexes » selon la terminologie évolutionniste (marquées par une intégration politique poussée et des différences sociales verticales et horizontales prononcées). Ces périodes sont vues sous un jour positif, comme les accomplissements les plus significatifs des sociétés humaines, quand elles sont organisées autour d’États puissants assurant la sécurité, d'un réseau de villes, de réseaux d'échanges dynamiques, ont des expressions artistiques et littéraires jugées comme exemplaires, etc. Les périodes durant lesquelles ces traits se perdent sont alors considérées comme leur contrepartie négative, des phases de recul, de déclin, de « simplification », des « âges obscurs », ou encore des « effondrements ». 
Une approche alternative s'est développée à partir des années 1980, s'éloignant des conceptions progressistes et d'une vision linéaire de l'histoire, pour préférer envisager ce type de période comme des phases de transition ou de transformation voire de régénération, créatrices de nouvelles opportunités et de nouveaux développements culturels, ce qui s'accompagne du développement de nouvelles notions comme celle de résilience. Les travaux de N. Yoffee ont notamment visé à tempérer l'impression négative laissée par ces effondrements antiques et les périodes qui leur succèdent, pour y voir plutôt des périodes qui ne sont pas anormales dans l'évolution de ces sociétés. Cet état d'effondrement représenterait un état plus habituel que celui durant lequel existent des États et des sociétés couramment désignées comme plus « complexes ». Il faudrait y voir des temps de recompositions où de nouvelles opportunités accouchent de sociétés renouvelées. D'une manière générale cette tendance est critique vis-à-vis de la notion d'effondrement, car elle considère qu'il s'agit de bouleversements affectant avant tout le haut de la société, la fin de systèmes inégalitaires et centralisés (parce qu'ils le sont devenus de manière excessive et insoutenable ?), sans que l'ensemble de la société ne connaisse un effondrement à proprement parler. Il est également mis en avant que les changements ne sont pas forcément brutaux et rapides, mais peuvent être longs, graduels, d'intensité et de rythmes variables selon les lieux. 
Ce qui est commun aux différentes approches est l'idée de rupture et de fin d'une culture archéologique, marquée notamment par une chute démographique, mais aussi le fait que la rupture n'est pas radicale (une « extinction »), car il y a des survivances et des continuités, à des degrés divers selon les cas. Certes dans le cas de la crise de la fin du Bronze récent il a été fait remarquer qu'il y a des cas qui peuvent être considérés comme des disparitions intégrales d'un système politique et d'un cadre civilisationnel (Grèce mycénienne, Hittites) : « l'Effondrement peut impliquer à la fois la disparition d'anciennes institutions sociales et l'émergence de nouvelles » (E. Cline). Quoi qu'il en soit, les études sur les effondrements se sont de plus en plus complexifiées en s'intéressant aussi aux transformations qui leur succèdent et à la manière dont elles révèlent les capacités des sociétés à y faire face (leur « résilience »).

## L'âge du bronze récent: généralités

Situation géopolitique du Moyen-Orient vers 1275 avant notre ère.

La période de l'âge du bronze récent s'étend d'environ 1500 à 1200 av. J.-C. dans la chronologie du Proche-Orient ancien et des régions voisines.
Pour ce qui concerne le système politique et diplomatique, le concert international est dirigé par une poignée de « grands rois », à la tête des principaux royaumes, qui au XIIIe siècle av. J.-C. sont Babylone (alors dirigée par une dynastie d'origine kassite), l'Assyrie, les Hittites et l'Égypte ; on peut y ajouter l'Élam, qui ne joue un rôle que dans la partie orientale, voire un royaume situé à Chypre appelé Alashiya et l'entité appelée Ahhiyawa, que l'on situe couramment dans la Grèce mycénienne, mais qui joue un rôle plus effacé. Les grands rois entretiennent des relations diplomatiques régulières entre eux : ils se considèrent comme ayant un rang égal (comme des « frères »), s'échangent des lettres portées par des messagers, ainsi que des présents, se donnent des filles en mariage, concluent parfois des alliances concrétisées par des traités. Ces relations sont traversées par des frictions, même en temps de paix, car malgré le fait qu'elles soient régies par des principes admis de tous elles impliquent des rapports de force, aucun des grands rois ne voulant montrer des signes de faiblesse face à ses égaux. Viennent ensuite des « petits rois », qui sont des rois de rang secondaire qui sont en général placé sous la coupe d'un des grands rois : c'est une relation entre un « serviteur » et son « maître », aussi présentée à l'époque par une métaphore familiale, comme une relation entre un « fils » et son « père ». Les grands rois attendent de leurs vassaux de la loyauté, du tribut et un appui militaire ; en échange ils doivent assurer leur protection. Ce système diplomatique, mis en place depuis la première moitié du IIe millénaire av. J.-C., assure un certain degré de stabilité, mais il n'évite évidemment pas les conflits entre grandes puissances ou puissances secondaires, les révoltes de vassaux contre leur suzerain, les changements d'allégeances.
Du point de vue géopolitique, cette situation est surtout caractéristique du Proche-Orient et de l'Anatolie, les parties occidentales du Moyen-Orient, qui ont gagné en importance durant l'âge du bronze récent. Au XIIIe siècle av. J.-C., les Hittites dominent les royaumes d'Anatolie et de l'ouest et du nord de la Syrie, les Égyptiens les royaumes des parties centrales et méridionale du Levant (que l'on désigne par le terme de Canaan). Après avoir été rivaux (opposition qui culmine dans la fameuse bataille de Qadesh), ils sont devenus alliés, ce qui a conféré une certaine stabilité à cette région. À l'est, la Mésopotamie a perdu son rôle central en raison du rééquilibrage en faveur des pays occidentaux. Les dominations s'y font pour l'essentiel sans vassaux, par le biais d'un système provincial. Les Assyriens dominent la Haute Mésopotamie entre l'Euphrate et les contreforts du Zagros occidental et Babylone contrôle directement la Basse Mésopotamie et quelques régions voisines.
Ces entités politiques sont caractérisées par des administrations centrées sur des palais qui sont autant des bâtiments que des institutions politiques et économiques (on parle souvent de « système palatial » ou d'« économie palatiale »), qui emploient des outils administratifs relativement similaires depuis le Zagros jusqu'à la Grèce mycénienne (notamment des tablettes de gestion en écriture cunéiforme, sauf dans la sphère mycénienne qui a sa propre écriture, le linéaire B). Par leurs contacts prolongés, les élites politiques de royaumes du bronze récent tendent à partager un ethos similaire, marqué par la volonté d'accumulation de beaux objets qui sont des marques de prestige, et une sorte de style artistique « international » (ou du moins des motifs artistiques partagés dans cet ensemble géographique) émerge au sein des cours de l'époque. Cela explique que les échanges à longue distance aient avant tout une nature élitiste. La lingua franca de ces élites est l'akkadien, écrit en cunéiforme, connu et enseigné dans toutes les cours principales de l'époque, y compris celle d'Égypte, qui n'est pas un pays de culture cunéiforme à la différence de la plupart des autres royaumes avec lesquels elle est en contact.
Si les échanges de biens se font souvent par le biais des présents diplomatiques (ou des dots accompagnant les alliances matrimoniales), le commerce s'est également développé à cette période. Ce commerce semble néanmoins souvent contrôlé ou du moins supervisé par les pouvoirs politiques (les marchands sont souvent des agents royaux). En tout cas la circulation des biens par voie maritime dans la Méditerranée orientale connait un essor, ce qu'illustre en particulier la riche cargaison de l'épave d'Uluburun. Le Levant joue un rôle capital, illustré notamment par les fouilles des sites du royaume d'Ougarit, situé sur la côte syrienne, qui semble jouer un grand rôle dans ces réseaux, ce qui se traduit notamment par un certain degré de cosmopolitisme (visible notamment par la présence de céramiques égéennes et de textes écrits dans la plupart des écritures de l'époque). Les demandes en biens, notamment en métaux (en premier lieu le cuivre et l'étain, qui servent à fabriquer du bronze), de l’Égypte et des Hittites sont sans doute un élément moteur de ces échanges, ce qui explique aussi le rôle incontournable joué par Chypre et ses mines de cuivre,.
Il résulte de ces interactions politiques, commerciales et culturelles que cette période a pu être caractérisée comme un « âge d'internationalisme », voyant l'existence d'un « système-monde » associant des centres (les grands royaumes, une partie du Levant) et des périphéries (les marges anatoliennes et levantines, le monde égéen), voire une « globalisation ».

## La diversité des situations
Le XIIe siècle av. J.-C. est en Méditerranée orientale et au Moyen-Orient la phase de transition entre les périodes de l'âge du bronze récent et du premier âge du fer. Les évolutions que connaissent les sociétés de cette période sont par bien des aspects marquée par l'impression de crise et d'effondrement, parfois dans la violence, et de rupture.

### Traits généraux et variations
Les éléments fondamentaux qui affectent les sociétés de la Méditerranée orientale sont les suivants :
- la fin des deux puissances impériales qui dominaient à la fin de l'âge du bronze, l’Égypte et le Hatti, le second disparaissant complètement tandis que la première perd ses possessions extérieures, est affaiblie mais survit ;
- la destruction du réseau urbain et commercial de la Syrie côtière, qui affecte les régions voisines ;
- la fin des réseaux d'échanges commerciaux et aussi symboliques qui relient les différentes parties de cet espace géographique, notamment les réseaux maritimes entre le Levant et le monde égéen, passant par Chypre ;
- en particulier la perturbation des échanges de métaux, notamment le cuivre chypriote, est un élément important car le bronze est encore le principal métal employé au début de l'âge du fer ;
- des mouvements de populations se produisent, à plusieurs échelles, allant parfois jusqu'à modifier le profil culturel de certaines régions.

La fin de l'âge du bronze récent marquant la fin d'un monde « interconnecté », les changements qui surviennent dans plusieurs régions sont manifestement liés à ceux qui affectent d'autres régions (un effet domino ?), avec lesquelles elles étaient en contacts poussés auparavant : il est impossible de penser les changements intervenus à Canaan sans prendre en compte le déclin de la puissance égyptienne qui se traduit par la fin de son emprise sur cette région ; les évolutions que connaissent le Dodécanèse, les régions côtières de l'Anatolie et Chypre sont en bonne partie déterminées à l'effondrement de la civilisation mycénienne, aux migrations et changements de réseaux d'échanges qu'elle influence.
Selon la manière dont E. Cline résume la situation, « si nous nous concentrons sur l'aspect matériel de cette évolution, la période allant du XIIe siècle au Xe siècle av. J.-C. a généralement été marquée par un effondrement démographique, l'abandon des centres urbains, un ambiance de violences, de probables migrations, l'interruption des routes commerciales, la recrudescence des maladies, une mortalité plus précoce, le déclin de la production économique, la baisse du niveau de vie et la disparition ou la dégradation d'une série de savoir-faire avancés, bien que l'ampleur de ces phénomènes varie selon les régions. »
Les effets et conséquences de la crise sont en tout état de cause très divers selon les lieux, même si elles sont toutes affectées dans des proportions diverses. Certaines régions témoignent de plus de stabilité et de continuité, alors que d'autres sont profondément affectées et connaissent des changements radicaux. Du reste, sans remettre en cause le fait que la période voit de grands modifications, il semble qu'il y ait eu une tendance à surinterpréter les indices de destructions de sites archéologiques. Il apparaît d'abord que plusieurs sites connaissent périodiquement des destructions ou des incendies plus ou moins généralisés durant le Bronze récent et pas seulement à cette période (par exemple Alalakh) et que même les destructions de la période d'effondrement peuvent être suivies de réoccupations au moins partielles des sites. De plus, l'ampleur des destructions a sans doute été surestimée : beaucoup de niveaux présentant des couches de cendres ont été présentés comme des exemples de destructions violentes sans plus de preuves (comme la présence d'armes) ; des destructions qui ne concernent que des bâtiments ou des parties d'un site ont été interprétées à tort comme des indications de la destruction de la totalité du site ; des destructions ont été datées de cette période alors qu'elles remontent probablement à une autre époque ; etc. Il y a certes bien eu des destructions et/ou abandons de sites majeurs (Mycènes, Pylos, Hattusa, Ougarit, Emar), mais pas autant qu'ont pu le proposer les interprétations les plus catastrophistes de la période (au minimum 59, contre des estimations hautes voisinant les 150).
La chronologie de la période est incertaine : les événements, notamment les destructions, ne sont datés que de manière approximative. Il n'y a pas non plus de concordance précise entre les chronologies des différents sites et régions. Il est donc souvent difficile de dire si une destruction d'un site est plus ancienne ou plus récente que celle d'un autre qui a lieu en gros à la même période, même si les deux ne sont pas éloignés géographiquement.

### Monde égéen

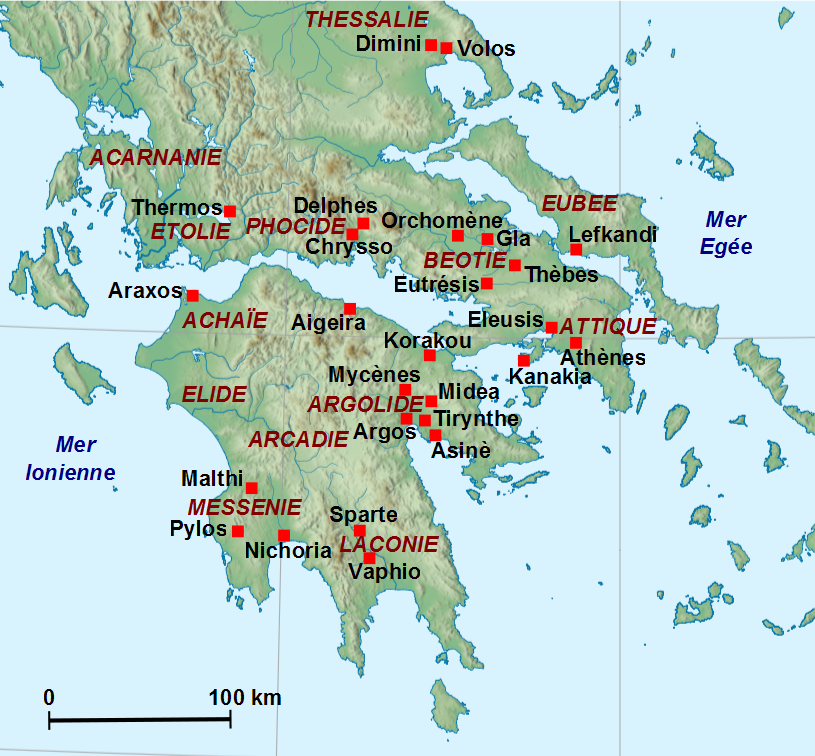
Emplacement des principaux sites mycéniens en Grèce continentale.

La partie méridionale de la Grèce continentale, où se trouvait le cœur de la civilisation mycénienne, connaît peut-être des difficultés accrues dans la seconde moitié du XIIIe siècle av. J.-C.. En tout cas elle connaît une période de bouleversements majeurs autour de 1200, marquée par la destruction des principaux centres dirigeants (Mycènes, Thèbes, Pylos, Ménélaion, Dimini, etc.) et la disparition brutale de l'administration mycénienne, et avec elle son écriture linéaire B ainsi que plusieurs formes d'arts (ivoires, fresques, poterie fine). Le système palatial mycénien prend fin. Des destructions et abandons surviennent également sur des sites secondaires. La chronologie de ces événements ne peut être établie avec précision, l'ampleur des destructions varie selon les sites, certains sont complètement abandonnés (Pýlos) tandis que d'autres sont réoccupés juste après. Les causes avancées pour expliquer cette crise sont variées : la guerre, notamment des invasions extérieures ; des causes naturelles (tremblements de terre, famines) ; des crises internes (révoltes, dysfonctionnements du système administratif palatial). Il faut sans doute prendre en compte plusieurs causes se combinant plutôt qu'une seule,.

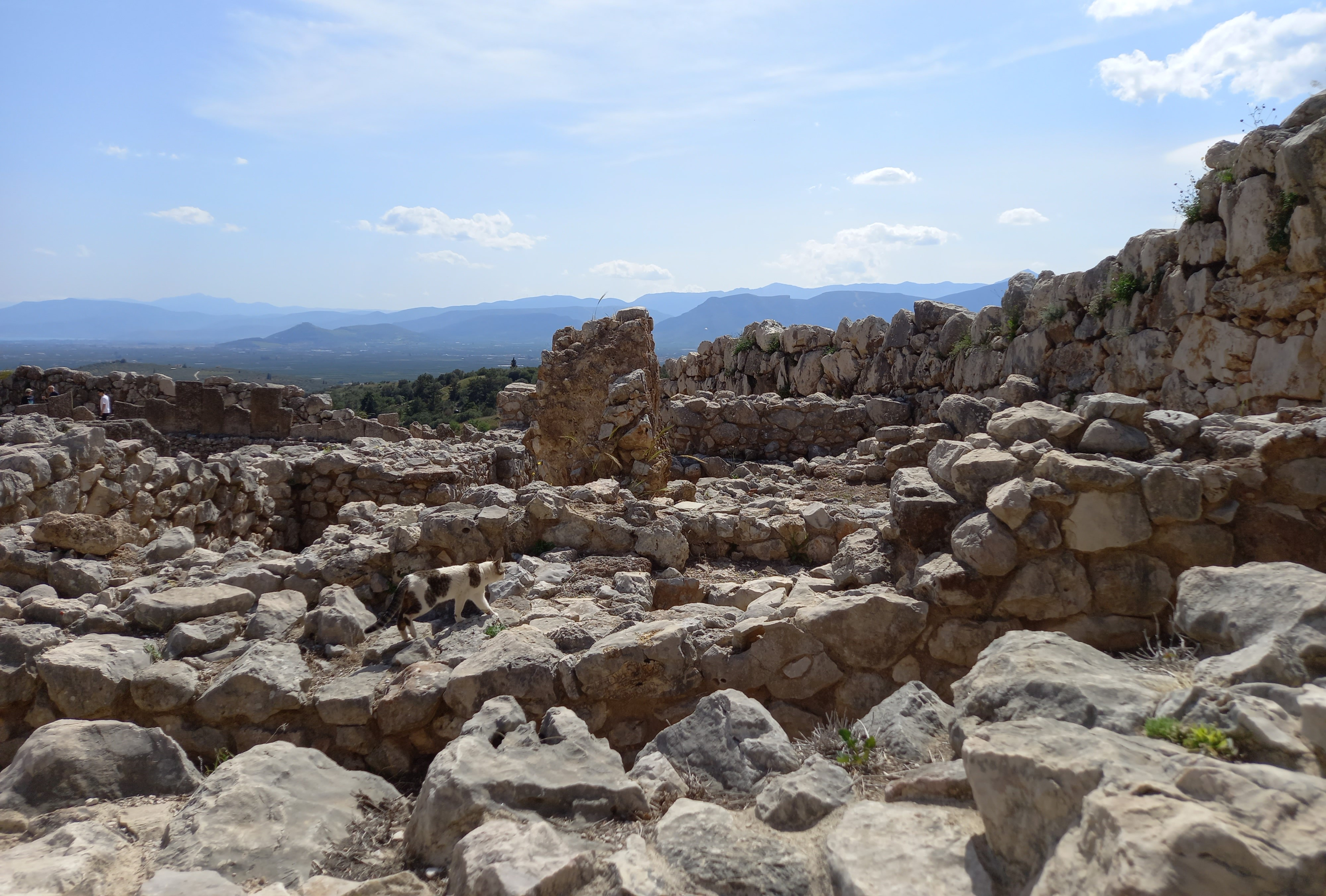
Les ruines du « Grenier » à Mycènes, bâtiment construit après la destruction marquant la fin de l'époque des palais.

La période désignée comme un « Helladique récent IIIC », qui couvre les années 1200-1070/1050 av. J.-C., correspond à la phase finale de la culture helladique qui s'est épanouie en Grèce continentale durant l'âge du bronze. C'est une période troublée, marquée par des évolutions importantes. Des tentatives de réorganiser les populations autour d'anciens sites palatiaux sont visibles en particulier en Argolide (Tirynthe, qui s'étend), au point qu'on peut parler par endroits de reprise, mais sans aboutir à la reconstitution d'une administration étatique (on parle parfois de période « post-palatiale »), les élites dirigeantes de l'époque ayant avant tout un caractère guerrier. Dans d'autres régions comme la Messénie (autour de Pylos) semblent en revanche complètement désertées. La culture matérielle s'appauvrit, de nombreux traits caractéristiques de la civilisation mycénienne ayant disparu, même si les styles de céramique témoignent d'une indéniable continuité. La cohérence culturelle de l'époque palatiale a pris fin, pour laisser la place à plusieurs traditions régionales. La période est sans doute aussi marquée par d'importantes mobilités géographiques, le tout dans un probable climat d'insécurité et d'incertitudes. Mais les échanges avec l'extérieur se poursuivent, certes dans des volumes bien plus limités que par le passé. Durant les premières décennies du XIe siècle av. J.-C. se produit un déclin plus marqué, marqué par de nouveaux épisodes de destructions (à Mycènes et Tirynthe), aboutissant à la disparition définitive de la civilisation mycénienne dans les décennies suivantes (période de la céramique « submycénienne », v. 1070-1020 av. J.-C.). Le monde égéen entre alors dans les « âges obscurs » à proprement parler, ou le premier âge du fer,,.
La Crète avait également expérimenté le système palatial mycénien, mais celui-ci pourrait avoir déjà disparu à la fin du XIIIe siècle av. J.-C., avant la déflagration qui touche les sites continentaux. L'île ne semble pas pour autant épargnée par les changements : l'essor des sites construits à l'intérieur des terres, sur des hauteurs, pourrait refléter une plus grande insécurité que par le passé. Dans les Cyclades, les échanges avec la Grèce continentale semblent avoir été limités dans la seconde moitié du XIIIe siècle av. J.-C. Des changements importants interviennent là aussi par la suite, notamment l'apparition de sites fortifiés, donc un autre indice pour une insécurité plus importante sur les rives de l'Égée.
La partie orientale du monde égéen connaît également des changements à cette période. La destruction du site de Troie (Hissarlik) vers 1190-1180 (fin du niveau VIIa), dans la violence, est un des cas emblématiques des catastrophes de la période. La culture locale ne présente cependant pas de changement significatif dans l'immédiat, les évolutions vers les tendances du premier âge du fer se produisant plus tard,. Dans les régions situées au sud-ouest de l'Asie mineure les traces de violences sont plus limitées, la continuité est plutôt de mise durant le XIIe siècle av. J.-C. Le Dodécanèse (notamment Rhodes et Kos) semble même s'être enrichi, peut-être en profitant d'une réorganisation des circuits d'échanges à son profit. Les changements importants y interviennent plutôt autour de 1100 (réorganisation du peuplement, abandon des nécropoles à tombes à chambre).

### Anatolie hittite

Localisation des principaux sites de l'Anatolie hittite.

En Anatolie centrale, dans le cœur du royaume hittite, la documentation écrite (textes cunéiformes et hiéroglyphes hittites) cesse brutalement dans les années 1190-1180. Le dernier roi hittite connu est Suppiluliuma II, et rien dans les dernières sources écrites ne laisse présager la fin du royaume. La capitale du royaume, Hattusa, est abandonnée volontairement par son élite, et on ignore où s'est installée la cour hittite après, donc à quel endroit elle a vécu ses derniers moments. D'autres sites du centre de l'empire comme Uşakli (Zippalanda) semblent vivre un scénario semblable. Le pays est apparemment frappé par une période de disette, qui pourrait être la conséquence d'une période de sécheresse exceptionnelle diminuant les rendements agricoles. Des rivalités interdynastiques (notamment contre une branche de la famille royale implantée dans la ville de Tarhuntassa) ainsi que des revers militaires (contre l'Assyrie) et des révoltes de vassaux dans les années précédant cette période ont également pu contribuer à affaiblir l'empire durant les dernières décennies du XIIIe siècle av. J.-C. Mais celui-ci avait déjà connu des périodes difficiles par le passé et il s'en était remis. Les crises internes pourraient avoir été aggravées par l'instabilité qui touche au même moment la Méditerranée orientale, notamment par des intrusions de plus en plus poussées de bandes de pirates dans les régions littorales de l'Anatolie et de la Syrie soumises aux Hittites, affaiblissant leur autorité. Il est possible que les ennemis traditionnels des Hittites sur leur frontière nord, les Gasgas, aient également profité de la situation pour précipiter leur chute. Les causes sont sans doute comme souvent multiples. Mais la manière avec laquelle fut porté le coup de grâce au royaume hittite est inconnue, de même que l'identité du responsable,,.
De nombreux sites hittites présentent des couches de destruction mais dresser un tableau de la situation au début du XIIe siècle av. J.-C. n'est pas aisé. À Hattusa, la capitale, des traces de destructions de bâtiments ont lieu vers ces époques ; elles pourraient témoigner de la mise à sac de la ville (ou du moins de ses principaux bâtiments) après son abandon. Sur d'autres sites hittites importants des destructions ont également été identifiées, quoi que dans certains cas les données soient ambigües si ce n'est inexistantes (comme à Alaca Höyük). Il n'y a du reste aucune preuve déterminante permettant de dater toutes les destructions du même moment car la chronologie de la période est trop imprécise et que les circonstances de la fin de l'empire hittite sont inconnues, donc ces conclusions pourraient relever du raisonnement circulaire : comme on considère qu'il y a eu une série de catastrophes lors de la chute de l'empire hittite, on fait le choix de dater de nombreuses destructions constatées sur des sites archéologiques de ce moment-là, ce qui en retour renforce l'impression de catastrophe et ainsi de suite. Plus certainement s'observe un phénomène de dépeuplement des sites hittites qui accompagne l'effondrement du royaume, car ceux-ci dépendaient de l'existence de ce pouvoir centralisé et de ses relais provinciaux. Le reste du XIIe siècle av. J.-C. siècle ne voit aucune reprise dans l'ancien cœur de l'empire hittite : aucun site urbain, aucune trace d'une administration et d'une pratique de l'écriture, la culture matérielle s'appauvrit (céramique fabriquée à la main, architecture en torchis ou semi-enterrée). Cette situation se prolonge jusqu'aux alentours de 950, quand émerge la culture phrygienne.
Pour trouver des éléments de continuité, il faut s'éloigner du cœur de l'ancien empire. Vers le sud-ouest (dans la région de l'actuelle Konya), dans le royaume de Tarhuntassa, dirigé par une branche collatérale de la famille royale hittite, des inscriptions ont été laissées par un ou plusieurs rois nommés Hartapu autour des monts Kızıldağ et Karadağ, et seraient datables du début du XIIe siècle av. J.-C. (c'est discuté). L'une d'elles évoque une victoire contre les Mushki, population connue par des inscriptions assyriennes plus tardives, ce qui semble indiquer une période de mouvements de populations potentiellement hostiles juste après la chute de l'empire. Plus au sud-est dans les royaumes de Syrie du nord et d'Anatolie du sud-est la situation est également confuse. Une inscription de Karahöyük près d'Elbistan évoque un certain Ir(i)-Tessub qui porte lui aussi le titre de « Grand Roi », porté par le roi des Hittites, ce qui indique qu'il prétend assurer la continuité de ce dernier après la fin de l'empire. Il est généralement considéré que Karkemish, occupée elle aussi par une branche de la dynastie royale, prend le relais de la domination hittite, mais c'est discuté. Une autre dynastie, qui semble liée à celle de Karkemish, émerge aussi à cette période à Melid (Arslantepe, Malatya). C'est autour de ces centres politiques et culturels dits « néo-hittites » qu'est assurée la continuité avec les traditions hittites,.
Sur la côte, la Cilicie présente un autre profil intéressant sur les évolutions de la période de la chute de l'empire hittite. Le pays de Qode mentionné par Ramsès III comme une des régions saccagées par les Peuples de la mer pourrait correspondre à cette partie de l'Anatolie, plutôt connue au bronze récent sous le nom de Kizzuwatna. L'un des sites de la région les mieux connus de la période, Tarse (Gözlü Kule), connaît une destruction. La culture matérielle de type hittite laisse la place à une autre, caractérisée par une poterie d'inspiration mycénienne produite localement, similaire à celle que l'on trouve à Chypre à la même période, qui pourrait donc en être à l'origine.
Dans le sud-ouest anatolien, les sources hittites mentionnaient la présence d'un groupe de populations appelés Lukka, qu'ils incluent parmi leurs vassaux même s'ils semblent plutôt difficiles à contrôler : ils ne sont semble-t-il pas organisés en royaumes et sont plutôt mentionnés pour leurs actes de piraterie. Ils sont impliqués dans les troubles qui secouent la Méditerranée orientale : ils font partie des groupes mentionnés dans les sources égyptiennes comme faisant partie de la coalition de l'époque de Merenptah (et sont de ce fait couramment rangés parmi les Peuples de la mer) ; on sait également par un texte d'Ougarit que le roi de cette dernière a expédié ses navires de guerre sur les côtés du pays Lukka, à la demande de son suzerain hittite. Une inscription de Suppiluliuma II semble indiquer qu'il a soumis par les armes cette partie de l'Anatolie. En dehors de cela, la situation politique de l'ouest anatolien reste mal connue, notamment celles des royaumes qui occupaient le pays d'Arzawa, qui n'apparaissent plus dans les sources de l'époque ; cette région est mentionnée par Ramsès III parmi les victimes des Peuples de la mer, ce qui fait probablement référence à l'Anatolie occidentale au sens large.

### Chypre
Les indices d'une crise à Chypre remontent aux dernières décennies du XIIIe siècle av. J.-C. Plusieurs sites attestent de traces de destructions, parfois de violences, dont la chronologie exacte et les auteurs ne sont pas déterminés ici non plus. Elles ne sont du reste probablement pas toutes simultanées. Peut-être qu'un premier coup est porté par l'invasion de la région (le pays d'Alashiya) revendiquée par le roi hittite Tudhaliya IV, aux alentours de 1225. Ensuite autour de 1200 ou après les Peuples de la mer pourraient avoir causé d'autres destructions. Ramsès III fait du pays d'Alashiya une des victimes des Peuples de la mer qu'il repousse hors d’Égypte, tandis que des lettres d'Ougarit avec des personnages éminents d'Alashiya indiquent que l'île subit des attaques. V. Karageorghis avait proposé qu'une importante migration, une véritable colonisation, ait alors lieu sur l'île depuis le monde égéen, avec la venue de réfugiés mycéniens fuyant leur terre d'origine plongée dans le chaos, visible dans les changements de la culture matérielle. Cela a depuis été remis en question, bien qu'il y ait manifestement des éléments culturels égéens qui soient introduits à cette période et se fondent dans la culture locale,.
Il est indéniable que d'importants changements affectent alors les entités politiques qui se partagent l'île. Le fait qu'elles fassent reposer leur prospérité en partie sur le commerce du cuivre a dû entraîner des difficultés quand les réseaux commerciaux se sont affaissés en raison des crises des autres régions. La période qui s'ouvre vers 1200, le chypriote tardif IIIA, est encore une culture de l'âge du bronze. Des sites tels que Kalavassos-Ayios Demetrios, Maroni-Vournes et Alassa-Paliotaverna sont désertés sans que des traces de destructions n'aient été identifiées. Certain sites majeurs subsistent, tels qu'Enkomi, Hala Sultan Tekke, Kition et Paphos, et avec eux des entités politiques survivent. Elles sont apparemment florissantes : elle entreprennent des projets urbains nouveaux (constructions de sanctuaires, de fortifications à Enkomi) ; l'artisanat du fer se développe ; les échanges perdurent. Les migrants grecs qui arrivent sur l'île s'intègrent probablement à ces sites, peut-être même qu'ils sont un élément expliquant le dynamisme de l'île à cette période. La culture matérielle mêle éléments indigènes à d'autres venus du monde égéen et du Levant, et présente des similitudes avec celles des premiers sites philistins du Levant méridional. L'écriture locale, le syllabaire chypro-minoen, est préservé et prolongé au siècle suivant dans le syllabaire chypriote. La période suivante, le chypriote tardif IIIB, qui s'amorce dans le dernier quart du XIIe siècle av. J.-C. et s'épanouit au suivant, marque le début de l'âge du fer et voit la création de nouvelles entités politiques et avec elles de nouveaux sites urbains,,.

### Syrie et Liban

La Syrie au, durant les dernières décennies de l'âge du bronze.

La Syrie de l'ouest est une des régions pour lesquelles les destructions sont les plus attestées. Au-delà, les régions du Levant nord et de la Syrie intérieure sont diversement affectées par les bouleversements de la période. Ces pays faisaient jusqu'alors partie de la sphère de domination hittite, à l'exception des cités du littoral libanais qui dépendaient de l’Égypte. Ils sont donc affectés par la chute de leurs puissances tutélaires. Là encore l'ampleur des destructions est discutée, mais l'abandon de certains sites majeurs est incontestable.

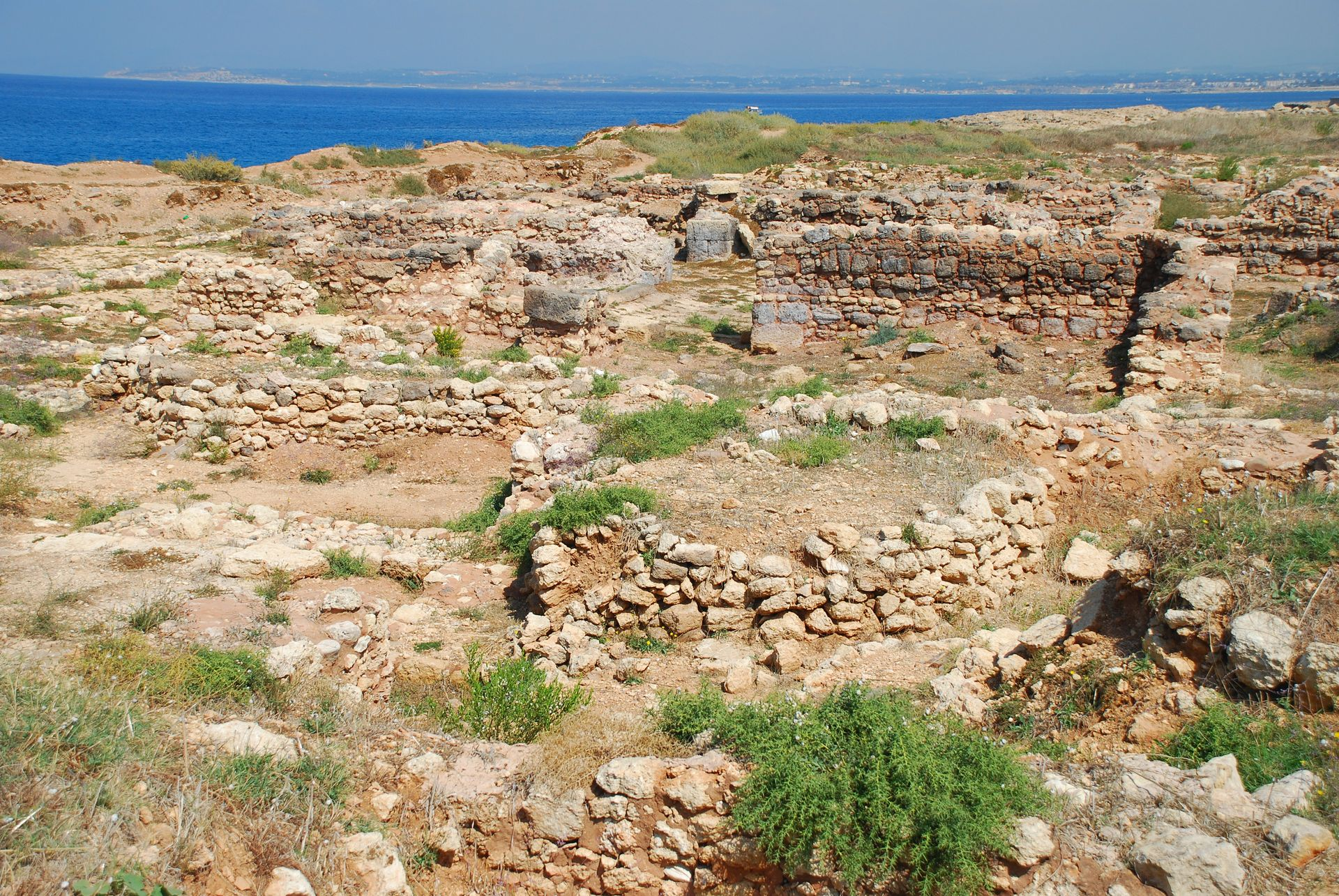
Ruines de la résidence palatiale de Ras Ibn Hani, occupée un temps par un groupe des Peuples de la mer.

Le royaume d'Ougarit est l'une des principales victimes des événements troubles de la période. La riche cité, qui se trouve sur le site de Ras Shamra, très marquée par le commerce maritime, est détruite aux alentours de 1190-1180. Des traces d'incendies sont attestées dans diverses parties de la ville, ainsi que des pointes de flèches qui indiquent que cet épisode a été marqué par des violences. Après cela, le royaume d'Ougarit disparaît et la ville est désertée. Le site voisin de Ras Ibn Hani, qui servait de résidence aux rois d'Ougarit, est également détruit, après avoir été évacué, puis réoccupé, apparemment par un groupe qui peut être rattaché aux Peuples de la mer. Ceux-ci sont donc généralement tenus pour les responsables de la chute du royaume d'Ougarit, d'autant plus que la présence d'ennemis se déplaçant en bateaux est mentionnée dans des tablettes précédant la fin de la ville. Le site de Ras Bassit, au nord du royaume, est également détruit à ce moment, de même que celui de Tell Tweini, au sud, détruit dans la violence (pointes de flèches, incendies). Le site voisin de Tell Sukas connaît aussi des destructions, mais cette fois-ci partielles, et l'occupation continue après, dans l'horizon culturel phénicien.. Mais même dans le cas ougaritain couramment cité comme une illustration des destructions causées par les Peuples de la mer, la situation n'est pas évidente. Selon O. Callot : « Il est possible que ceux que l'on appelle les « Peuples de la Mer » aient eu un rôle dans cette destruction [de la ville d'Ougarit]. Cependant il est encore impossible de dire si cette dernière a eu lieu d’un seul coup ou en plusieurs fois et à quelle date précise au début du XIIe s. Disons simplement que la ville a été presque entièrement incendiée et que la date de 1180 qui est souvent proposée n’est qu’indicative. »
Le royaume principal situé au sud d'Ougarit, celui d'Amurru, semble également disparaître à ce moment. Sa capitale Sumur, située sur le site de Tell Kazel, est détruite dans la violence. Les Peuples de la Mer sont ici aussi considérés comme les responsables de la fin du site, et ils semblent s'être installés sur place si on en juge par la fabrication de céramiques de type mycénien. Ces influences semblent avoir commencé avant la fin du site, ce qui semblerait indiquer que des groupes venus du monde égéen sont déjà présents auparavant.
Vers l'intérieur, un autre site important de la Syrie occidentale abandonné à cette période est Alalakh (Tell Açana), qui avait certes déjà été affaibli précédemment et avait subi plusieurs destructions successives. Ces destructions sont là encore traditionnellement attribuées à des Peuples de la Mer. De fait, de la céramique « mycénienne » mise au jour sur ce site pourrait indiquer la présence de groupes de Peuples de la Mer durant sa dernière occupation. Alalakh est quoi qu'il en soit abandonnée pour le site voisin de Tell Tayinat, où se forme une nouvelle entité politique appelée W/Palasatin(i), qu'il est tentant de voir comme une fondation de Philistins (une « Philistie du Nord » ?), mais c'est très discuté (voir plus bas). Tell Afis connaît des destructions à la fin de l'âge du bronze, et une courte période d'abandon. Mais il est réoccupé rapidement sur des bases culturelles qui s'inscrivent dans la continuité des phases précédentes. Plus vers l'intérieur, le site d'Emar (Tell Meskene) sur l'Euphrate présente également des traces de destructions, datées des environs de 1187-1185, dont les circonstances sont inconnues. Le site est abandonné,.
La Syrie occidentale de la fin de l'âge du bronze est donc caractérisée par des destructions violentes de sites. Celles situées sur la côte sont généralement attribuées aux Peuples de la mer, celles de l'intérieur plutôt à des groupes nomades (des Araméens ?). Mais là encore la chronologie des destructions est incertaine, et certains sites pourraient en avoir connu plusieurs successivement (Ougarit, Tell Kazel). Quoi qu'il en soit il en résulte une réorganisation importante du peuplement, qui marque bien le début d'une nouvelle ère. Plusieurs des sites qui connaissent des destructions présentent des niveaux du début de l'âge du fer (Ras Ibn Hani, Tell Sukas, Tell Afis, Tell Kazel), les principaux sites de l'intérieur restent occupés (Hama, Alep, aussi Tell Mastuma, Ain Dara ; Qatna semble connaître un abandon), d'autres connaissent un renouveau (Tell Tayinat).
Au sud, les sites de la future Phénicie sont mal documentés par l'archéologie pour cette période faute de fouilles, ce qui rend complexe leur intégration au dossier. Certaines fouilles ont révélé des traces de destructions à cette période, notamment Arwad qui semble ensuite dépeuplé, ou à Sidon ; Tell Arqa connaît aussi une phase d'abandon. Mais les autres sites paraissent moins affectés. L'un des mieux connus, Sarepta, ne semble pas avoir été détruit et ne semble pas avoir décliné dans les années suivantes. La situation semble similaire à Tyr. Il est généralement considéré que cette partie du Proche-Orient reste à l'écart des troubles de la période, d'autant plus que les continuités entre l'âge du bronze et l'âge du fer y sont plus évidentes qu'ailleurs. C'est sur ces bases que commence alors à se développer la civilisation phénicienne,.
La vision sombre de la période doit donc être nuancée : il n'y a pas eu de destructions généralisées causées par les Peuples de la mer ou par les Araméens après eux, et passé la déflagration la plupart des sites détruits sont réoccupés directement après et reprennent leurs activités agricoles, artisanales et commerciales, l'occupation humaine ne régressant pas. La sphère néo-hittite évoquée plus haut, autour de Karkemish, constitue un pôle de continuité important à l'intérieur. Culturellement, pour l'essentiel la continuité est de mise. L'art et les pratiques funéraires témoignent néanmoins de l'installation de groupes extérieurs en certains endroits. Néanmoins un nouvel ordre politique plus décentralisé se met en place, entraînant un ensemble de changements.

### Levant méridional

Localisation des principales cités du Levant durant l'âge du bronze.

La fin de l'âge du bronze récent est marquée au Levant méridional par plusieurs faits saillants : la fin de la domination égyptienne qui durait depuis plusieurs siècles ; l'arrivée de nouvelles populations depuis l'extérieur, conduisant à l'émergence de la civilisation philistine ; des destructions sur plusieurs sites, plus ou moins importantes. Reste à savoir comment tout cela s'expliquer et se combine.
La domination égyptienne dure jusqu'au règne de Ramsès III ou peu après, et prend fin dans des circonstances qui nous échappent. Les garnisons égyptiennes sont abandonnées, des destructions se produisant sur ces sites, dont les auteurs restent à déterminer : les Peuples de la mer, les populations autochtones, voire les troupes égyptiennes elles-mêmes lors de leur départ. La fin de cette hégémonie a dû avoir plusieurs effets contrastés pour les sociétés de la région : d'un côté, elles sont libérées de la tutelle égyptienne et de ses exigences fiscales et militaires ; de l'autre, les élites des royaumes de la région, notamment celles qui étaient les plus « égyptianisées », perdent une source de revenus (notamment par les échanges) et de légitimité (conférée par ce puissant suzerain et protecteur), ce qui pourrait avoir entraîné leur affaiblissement.
| |  |  |
| Les similitudes entre les poteries égéennes et philistines du début du XIIe siècle av. J.-C. : à gauche, un vase peint de tradition mycénienne tardive (Helladique récent IIIC), mis au jour à Korakou (Grèce), Musée archéologique de l'ancienne Corinthe ; à droite, un vase de type « philistin I », mis au jour à Tell el-Farah sud (Israël), British Museum. |  |  |

Après leur défaite par Ramsès III, une partie des Peuples de la mer s'installe dans la région. C'est peut-être de cette manière qu'arrivent les Peleset/Philistins. L'archéologie repère cela par l'apparition d'une céramique aux accents mycéniens, mais fabriquée sur place. Dans le détail la chronologie de l'implantation de ces groupes dans les régions côtières du Levant méridional est débattue : autour de 1175 (donc après la bataille contre l'Égypte) selon l'approche la plus courante, ils pourraient en fait être venus en plusieurs vagues étalées entre 1200 et 1140/30. On débat également du nombre de personnes impliquées : pour certains il s'agirait d'un groupe limité, d'autres envisagent une migration plus importante, de 25 000 à 50 000 personnes. Un processus d'acculturation/hybridation avec les populations locales se met en place : la culture matérielle, notamment la céramique, présente des éléments de type égéen ou chypriote manifestement importés par les nouveaux arrivants, mais elle repose largement sur les traditions indigènes. Ce mélange donne naissance à la civilisation philistine de l'âge du fer.
Les destructions de sites du Levant sud durant cette période ont suscité de nombreux débats, en lien avec la fin de la domination égyptienne et l'arrivée des Philistins, et plus généralement des changements sociaux de la période. Certains sites comme Lakish et Megiddo subissent d'importantes destructions, la première étant ensuite désertée. Plusieurs autres sites connaissent des destructions partielles, qui semblent plutôt concentrés sur leurs lieux de pouvoir. Il est donc tentant d'y voir les résultats d'une invasion violente des Peuples de la mer. Mais ce n'est pas aussi simple : les destructions sont difficiles à dater précisément, elles semblent étalées dans le temps et concernent aussi des régions intérieures où les Philistins ne sont pas implantés par la suite, tandis qu'en d'autres endroits on observe des changements vers une culture matérielle philistine sans destructions, ce qui indique que le processus s'est également produit de manière pacifique. Il ne faut donc pas envisager l'implantation des Peuples de la mer comme un processus violent, ou du moins pas seulement. Une partie des destructions pourraient aussi être liées au seul contexte local : rivalités entre royaumes, révoltes contre l'élite. Et comme vu plus haut la fin de la domination égyptienne doit aussi intervenir,,. Les régions basses situées à l'est du Jourdain connaissent quoi qu'il en soit d'importants changements durant cette période, visibles avant tout par les importantes modifications subies par leur réseau de peuplement, qui se réorganise au début de l'âge du fer.
Plus à l'intérieur se trouvent des régions moins urbanisées durant l'âge du bronze. Dans la vallée de la Houla, les deux sites urbains, Dan et Hazor, subiraient des destructions (c'est discuté) et sont abandonnés. C'est donc là aussi une période de changements. La Galilée (haute et basse) se réorganise ensuite autour d'un réseau de hameaux et de villages, avec quelques bourgs plus importants. Les sites de la vallée du Jourdain et du plateau jordanien, encore mal connus, semblent être restés à l'écart des bouleversements et poursuivre les traditions locales de l'âge du bronze même si des changements s'amorcent. On ne connaît de toute manière déjà pas grand chose de cette région pour le bronze récent, car elle est à l'écart de la vie politique des royaumes situés à l'ouest du Jourdain. Les textes égyptiens mentionnent surtout la présence dans le sud de la Transjordanie des Shasou, un groupe généralement considéré comme ayant un mode de vie nomade ou semi-nomade (une partie de la population est sédentaire), et qui jouent peut-être un rôle important dans les changements du début de l'âge du fer.

### Égypte

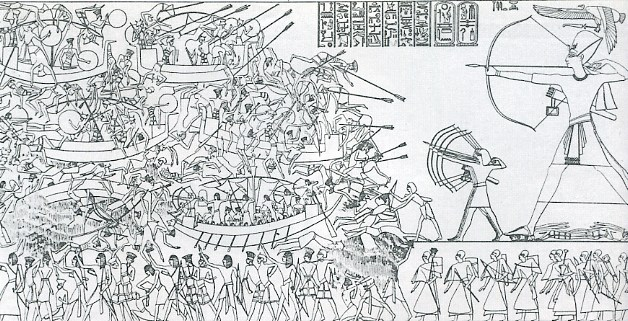
Ramsès III face aux peuples de la mer, d'après un bas-relief de Médinet Habou.

La crise de la fin de l'âge du bronze récent culmine dans l'affrontement entre les troupes de Ramsès III et les Peuples de la mer, vers 1178/1177 ou 1173, qui constitue un des principaux points de repère de la période. Dans le contexte égyptien, il s'agit en fait de l'acte final d'une série d'affrontements qui dure depuis plusieurs décennies et met aux prises les armées égyptiennes à des coalitions venues de l'extérieur, mêlant les Libyens originaires du désert occidental à des populations dont on situe l'origine dans le monde égéen et l'Anatolie, généralement désignées individuellement (Shardanes, Shekelesh, Aqwesh, Denyen, Peleset, Lukka, etc.). Un affrontement important avait déjà eu lieu vers 1207, sous le règne de Merenptah. Il s'agit certes d'une attaque militaire, mais elle semble aussi accompagnée d'une migration de personnes (avec femmes et enfants). Selon ce que rapporte Ramsès III dans une inscription retrouvée dans son temple de Médinet Habou (dont le contenu est plutôt jugé fiable), l'offensive à laquelle il fait face est conduite par des troupes qui ont déjà sévi plus au nord, et il situe leur point de départ en Amurru. L'attaque comprend d'un côté une attaque terrestre, et de l'autre une attaque maritime. L'affrontement pourrait avoir eu lieu au sud de Canaan plutôt que dans le delta du Nil, que les troupes égyptiennes semblent avoir fortifié. On ne sait pas exactement si cette offensive est coordonnée aux raids libyens qui ont lieu à la même époque, en tout cas leur conjonction semble refléter le fait qu'on se situe au pic de la crise de la fin de l'âge du bronze, au moment où l'empire hittite et ses vassaux de Syrie occidentale disparaissent. Les armées égyptiennes triomphent de leurs adversaires. Une partie des prisonniers est installée dans le delta du Nil et intègre sans doute les troupes égyptiennes, suivant une pratique ancienne. Une autre partie s'installe à Canaan (notamment les ancêtres des Philistins), peut-être à la suite d'un accord avec le roi égyptien.
Le royaume égyptien ne s'effondre pas dans la tourmente, contrairement à celui des Hittites, et cela est généralement mis au crédit de l'action de Ramsès III et de sa victoire contre les Peuples de la mer. Néanmoins il doit abandonner la domination du Levant méridional, qui était sous la coupe égyptienne depuis plusieurs siècles. Du point de vue de l'évolution interne du Nouvel Empire égyptien, depuis la fin du XIIIe siècle av. J.-C., et notamment après le règne de Ramsès II (qui s'achève vers 1213), même si la région s'en sort mieux que ses voisines, la tendance est au déclin et il a pu être dit que la force du royaume n'était qu'une façade. Le règne de Séthi II, autour de 1200, est marqué par des luttes pour le pouvoir et la figure du chancelier Bay, éminence grise du royaume, qui semble diriger de fait le pays après la mort du pharaon, puis la souveraineté est exercée par la reine Taousert. Elle est probablement renversée par Sethnakht, général qui fonde la XXe dynastie, vers 1185. Le successeur de ce dernier, Ramsès III, préserve certes les fondations du royaume, mais il est néanmoins affaibli en raison des troubles internes et externes, et l'assassinat du roi vers 1150 n'arrange rien à la situation. Les institutions palatiales fonctionnent moins bien, ce qui crée une tendance à la décentralisation. Après la mort de Ramsès III la situation s'aggrave, l'influence royale semble se cantonner autour de la Basse-Égypte, et est d'une manière générale très peu documentée. Les régions méridionales, notamment Thèbes où l'influence du temple d'Amon s'est accrue, semblent leur échapper. Cela crée des rivalités internes, auxquelles s'ajoutent de nouveaux raids libyens, peut-être des épidémies, aussi une diminution de la production agricole, et les tombes de la Vallée des Rois subissent un pillage systématique (en partie à l'initiative des autorités locales). Donc, même si la sécurité et les continuités politiques et culturelles semblent plus assurées à cette époque en Égypte que dans les régions voisines, une longue crise est à l’œuvre. La situation est particulièrement troublée au moment où s'achève la XXe dynastie, sous le règne de Ramsès XI (v. 1099-1069) qui parvient certes à éteindre une guerre civile mais pas à enrayer la fragmentation du royaume. Sa mort marque le début de la Troisième Période intermédiaire.

### Mésopotamie et Élam

Localisation des principaux sites de la Mésopotamie durant l'âge du bronze récent.

Les trois principales entités politiques de la partie orientale du Moyen-Orient, l'Assyrie, Babylone et l'Élam, sont à l'écart des bouleversements du XIIe siècle av. J.-C. Elles conservent leurs structures politiques et l'essentiel de leurs territoires. Les évolutions majeures y sont plutôt déterminées par les conflits militaires qui les opposent (et aussi leurs alliances matrimoniales). Les temps de graves difficultés débutent après 1100, à des rythmes divers selon les régions. Cela crée en quelque sorte une bipartition du Moyen-Orient, opposant les destinées des régions séparées par l'Euphrate.
La puissance qui avait remporté le plus de succès militaires au XIIIe siècle av. J.-C., l'Assyrie, rencontre moins de succès au XIIe siècle av. J.-C. C'est une période de confusion et de déclin relatif, marquée par des troubles dynastiques, avec l'assassinat du roi Tukulti-Ninurta Ier en 1206 puis un changement dynastique en 1191, quand un membre de la branche collatérale la plus puissante de la lignée royale, Ninurta-apil-Ekur, prend le pouvoir avec l'appui de Babylone. Cela ouvre une période de difficultés pour le royaume. Cela explique peut-être pourquoi l'Assyrie ne profite pas de la chute de l'empire hittite alors qu'elle avait été son rival au siècle précédent. Mais la période est plus marquée par la continuité que par des discontinuités. Le royaume connaît un nouvel essor sous le règne de Teglath-Phalasar Ier (1114-1076), qui marque un tournant puisque dans les années suivants le déclin assyrien est plus marqué (aggravé apparemment par une aridification du climat), sans que le royaume ne s'effondre pour autant.
Au moment de la crise de la fin de l'âge du bronze récent, la Babylonie (souvent désignée à cette époque par le terme Karduniash) est dirigée par la dynastie kassite, au pouvoir depuis au moins trois siècles. Après avoir subi plusieurs revers face à l'Assyrie, qui avait appuyé la montée sur le trône d'Adad-shuma-usur en 1216, ce royaume avait regagné en autonomie, au point de jouer à son tour un rôle dans les affaires politiques assyriennes et de remporter une victoire contre l'Élam. Les règnes suivants sont notamment marqués par des projets de consolidation de l'emprise babylonienne sur les piémonts du Zagros, sur lesquels les Assyriens avaient auparavant lorgné. En 1158 ces derniers infligent cependant une défaite aux Babyloniens dans ces mêmes régions. Les années suivantes sont marquées par un conflit avec l'Élam, fatal à la dynastie kassite, qui s'effondre en 1155 après la prise et le pillage de plusieurs de ses villes majeures, dont Babylone.
L'Élam est alors dominé par la dynastie dite des Shutrukides, qui prend le pouvoir autour de 1200. Son (probable) fondateur, Shutruk-Nahhunte, connaît de nombreux succès militaires, le plus important étant l'invasion de la Babylonie. C'est son fils et successeur Kutir-Nahhunte qui achève la dynastie kassite. Après ces succès, le règne d'un autre fils du fondateur, Shilhak-Inshushinak, est caractérisé par une grande prospérité, visible notamment dans les nombreux travaux qu'il entreprend à Suse, sa capitale,. Son successeur Hutelutush-Inshushinak subit la revanche babylonienne. L'Élam a en effet rapidement perdu pied en Babylonie, où une nouvelle dynastie s'est mise en place, la seconde dynastie d'Isin. Après une période de consolidation, son second roi Nabuchodonosor Ier (1125-1104) envahit l'Élam et prend sa capitale, récupérant la statue du dieu national Marduk qui avait été enlevée lors de la prise de Babylone. Cela entraîne à court terme la chute de la dynastie shutrukide, et ouvre une période de troubles en Élam, qui connaît une éclipse politique de plusieurs siècles,. Au contraire le règne de Nabuchodonosor marque un renouveau pour Babylone, et ses successeurs se maintiennent plusieurs décennies au pouvoir, remportant quelques succès contre l'Assyrie.
La crise de la fin de l'âge du bronze touche en fait ces trois régions avec un bon siècle de décalage par rapport aux régions occidentales. Elles plongent toutes progressivement dans un temps de grandes difficultés dans le courant du XIe siècle av. J.-C.  Peut-être est-ce dû au fait que les facteurs de troubles sont jusqu'alors essentiellement concentrés à l'ouest, peut-être aussi que le dynamisme et la solidité des rois et des structures politiques de ces pays les ont tenu à l'écart des problèmes qui ont affecté les royaumes occidentaux. La crise qui s'ouvre ensuite a cependant des effets souvent aussi dévastateurs : la Babylonie entre dans une phase d'instabilité politique chronique et de crise démographique ; l'Élam semble dépourvu de structures politiques solides pour plusieurs siècles ; l'Assyrie essuie de lourdes pertes territoriales face aux Araméens, mais elle résiste mieux à la crise, notamment grâce à une succession dynastique apparemment ininterrompue qui assure une stabilité politique qui la singularise à cette période.

## La recherche d'explications et de causes
Le fait que le phénomène de crise/effondrement survienne à la même période dans plusieurs régions du monde méditerranéen, certes à des degrés divers, a entraîné le développement de tentatives d'explications englobant ces différentes contrées. En particulier, diverses causes ont été invoquées pour expliquer ce qui s'est produit durant la période de transition entre l'âge du bronze récent et le premier âge du fer. Certains avancent un facteur principal, beaucoup préfèrent prendre en compte la combinaison de plusieurs facteurs, avec éventuellement un facteur déclencheur. Cela implique également de chercher à comprendre les phénomènes qui se produisent. En raison de la complexité et de la diversité des situations, aucune explication satisfaisante et consensuelle n'a émergé.

### Les migrations et les «Peuples de la mer»

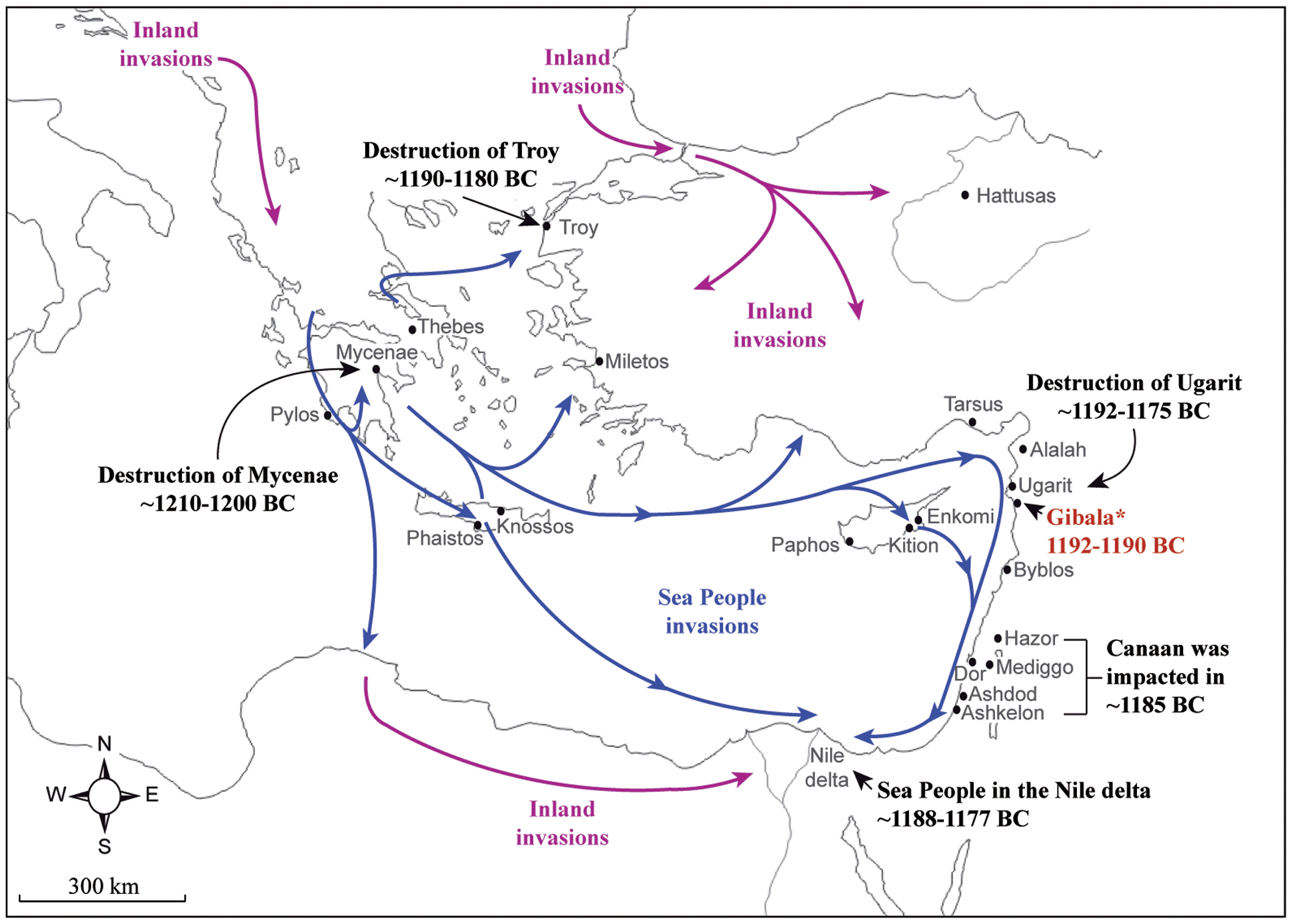
Exemple de carte cherchant à figurer les événements potentiellement attribuables aux peuples de la mer à l'échelle de la Méditerranée orientale en fonction des dates données aux destructions de différents sites, selon D. Kaniewski et al., 2011 ; ces interprétations sont contestées.

Les explications traditionnelles sur la chute des royaumes de la fin de l'âge du bronze, développées dès la fin du XIXe siècle et au début du XXe siècle, reposent sur la logique des « invasions barbares ». Gaston Maspéro est le premier à avoir proposé cette explication, qui repose sur un scénario d'invasions en cascade : selon lui le phénomène commence dans l'Europe balkanique avec les migrations des Illyriens, qui entraînent les déplacements des Doriens vers la Grèce et des Phrygiens vers l'Anatolie, puis celle des Peuples de la mer depuis l'Anatolie orientale, qui attaquent l’Égypte avant de s'installer au sud de Canaan. D'une manière générale on tend à faire jouer un rôle important aux migrations de populations à cette période, plusieurs groupes étant vus comme une cause importante si ce n'est majeure des destructions de la fin de l'âge du bronze : les Peuples de la mer en Méditerranée orientale, les Doriens en Grèce continentale, les Gasgas en Anatolie centrale, puis les Phrygiens dans la même région,. La vision de migrations de masse depuis le monde égéen vers l'est a néanmoins été discutée, et l'idée d'une « invasion dorienne » de la Grèce n'est plus admise.
Parmi ces mouvements de populations, ce sont ceux des Peuples de la mer qui ont le plus attiré l'attention. L'expression provient d'une inscription de Ramsès III de Médinet Habou, qui évoque plus exactement les « Gens des pays étrangers de la Mer » et dit les avoir vaincus après un combat dantesque. Il leur attribue surtout un ensemble de destructions plus au nord, leur tableau de chasse comprenant rien de moins que les Hittites, Karkemish, l'Arzawa, Alashiya et Qode (la Cilicie ?), ce qui concorde à quelques exagérations près (notamment Karkemish) avec les effondrements connus pour cette période. L'existence de cette menace semble corroborée par des tablettes d'Ougarit mentionnant l'activité de pirates à Chypre et sur les côtes syriennes avant la chute de la ville. Il est néanmoins plus généralement considéré que leur rayon d'action concerne avant tout les pays côtiers (Chypre, Syrie), et non l'intérieur (en particulier le pays hittite). Ils auraient été ensuite en partie redirigés (à l'initiative du pouvoir égyptien ?) vers le sud du Levant, où une partie fait souche, probablement après de nouveaux épisodes de violences. D'autres semblent aussi s'être implantés en Syrie, où leurs traces se perdent vite,,. 
Faute de documentation suffisante et non équivoque, ils sont de toute manière difficiles à identifier : on leur rattache généralement certains traits matériels, tels que les pesons de métier à tisser en forme de bobine, certains types de foyers domestiques, des bâtiments à plan absidal, et surtout un répertoire céramique d'inspiration égéenne (désigné comme « Helladique récent IIIC », en référence à la phase finale de la civilisation mycénienne). Le problème étant que la présence d'un type d'objet sur un site ne signifie pas qu'il a été porté sur place lorsqu'une personne de la culture qui en est à l'origine s'y est installée, puisqu'il peut aussi s'agir d'une importation ou d'une imitation locale (les poteries mycéniennes étaient déjà présentes au Levant durant le Bronze récent). Du reste sur bien des sites de Syrie et d'Anatolie cette céramique n'est présente qu'en quantités minimes, les traits matériels attribués aux « Peuples de la mer » étant surtout identifiés à partir des sites « philistins » du Levant méridional. Un autre point de débat est l'identification pour le XIe siècle av. J.-C. d'un royaume de Falastin (ou W/Palasti/an(i)) dans la plaine de l'Amuq, dont le nom a rapidement été relié à celui des Philistins en raison de la proximité phonétique, mais la parenté entre les deux est contestée.
Les origines de ces peuples et les raisons derrière leurs mouvements sont discutés. Il est généralement admis qu'ils sont majoritairement originaires du monde égéen. L'analyse de la documentation archéologique du Levant méridional, où s'implantent notamment les ancêtres des Philistins, plaide en faveur d'un scénario moins simple : la culture matérielle venue de l'extérieur à cette période témoigne certes d'influences mycéniennes, mais aussi chypriotes (qui a pu servir de point d'étape ; la situation étant complexifiée par le fait que la culture de l'île intègre déjà des influences égéennes) et anatoliennes. Il s'agirait donc de bandes au profil bigarré, ce qui correspond assez bien à ce que l'on connaît des groupes de pirates à d'autres époques de l'histoire,,. L'attaque de l'époque de Ramsès III a des précédents : la piraterie est courante dans la Méditerranée orientale durant l'âge du bronze récent, certains peuples qui sont liés aux mouvements des Peuples de la mer sont déjà mentionnés comme les auteurs de raids (Shardanes, Lukka), leurs qualités militaires sont reconnues par les Égyptiens qui en intègrent à leurs troupes, et sont impliqués dans une attaque importante dirigée par un chef libyen contre l’Égypte sous Merenptah. Ces actions semblent s'intensifier à la fin de l'âge du bronze, signe des troubles croissants. Si on en juge par les destructions qui leur sont attribuées (dont l'ampleur a certes probablement été exagérée par le passé) et la menace qu'ils ont fait peser sur l’Égypte, il s'agit en tout cas de groupes bien organisés. L'ampleur des migrations est également débattue : pour certains les groupes sont réduits, pour d'autres en revanche ils comprennent plusieurs milliers voire des dizaines de milliers de personnes et ont l'aspect d'une véritable « colonisation » ; ils peuvent aussi s'être déplacés en plusieurs vagues étalées sur plusieurs décennies plutôt qu'en une seule fois,.
La question se pose de savoir quel rôle ont joué ces mouvements de populations dans l'« effondrement » : avec les progrès des explications « systémiques », ils se voient plutôt attribuer un rôle second, sont vus comme une conséquence, un des effets de la crise (marquée par des bouleversements démographiques), ou bien une de ses manifestations, certes non négligeable parce qu'ils peuvent précipiter l'effondrement,. Selon E. Cline, les Peuples de la mer « pourraient avoir été autant victimes qu'oppresseurs », des « réfugiés » en quête d'« un nouveau départ sur une nouvelle terre. » De plus, un groupe d'assaillants effectuant un raid peut intervenir à différents niveaux d'une crise : ils peuvent certes mener une attaque imprévue qui sera la cause principale de la chute d'un royaume jusqu'alors stable et prospère, mais ils peuvent aussi l'attaquer de manière répétée un ennemi et l'affaiblir, ou bien intervenir alors qu'il est déjà affaibli pour lui donner le coup de grâce, voire après la chute du royaume pour piller ce qui reste. Du reste les interprétations des Peuples de la mer les ont de moins en moins vus comme un groupe violent, en particulier lors de leur implantation sur le littoral cananéen : si leur arrivée semble bien caractérisée par endroits par des violences, elle pourrait surtout avoir eu un aspect opportuniste, profitant du vide politique qui règne alors, et leur installation présenterait un caractère plus pacifique que ce qui a été longtemps envisagé,.

### Changements techniques et militaires

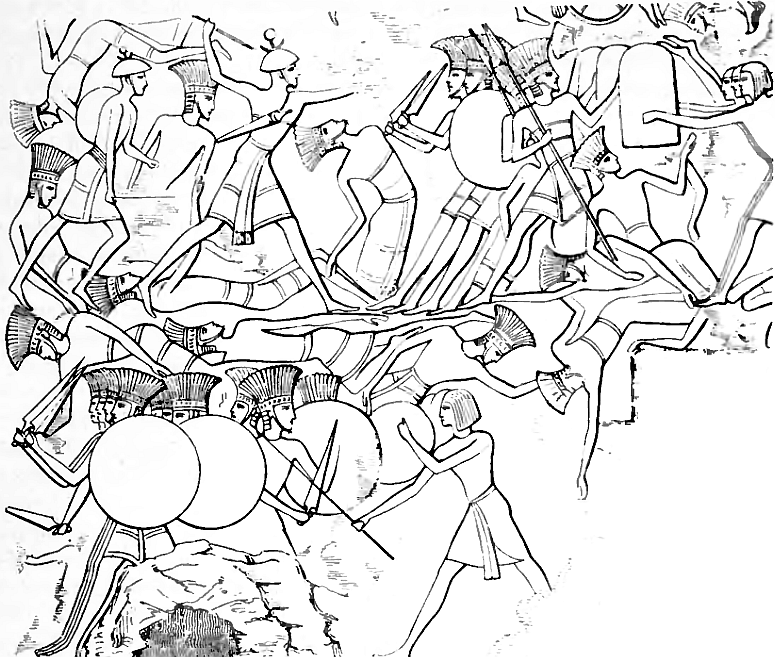
Combattants pelesets et tjekers aux prises avec des soldats égyptiens, d'après les bas-reliefs de Médinet Habou.

R. Drews a prolongé l'explication par les migrations en y intégrant des éléments de technique militaire. Selon lui les Peuples de la mer devraient leurs succès militaires à un armement efficace, léger, reposant sur des javelots et des épées longues, permettant des tactiques de type « guérilla », efficaces contre les armées des royaumes du bronze récent, reposant sur les chars de guerre et les archers. Son analyse a fait l'objet de diverses critiques, parce qu'elle mettrait trop en avant le fait militaire au détriment des autres facteurs, ou reposerait sur une estimation beaucoup trop haute du nombre de destructions violentes.
Des explications plus anciennes proposaient déjà que les envahisseurs actifs à cette période utilisent un armement plus efficace que ceux des royaumes qu'ils ciblent, parce qu'il serait en fer. Mais ce scénario n'a pas résisté aux progrès de la recherche, qui ont montré que ce métal est très peu employé à cette période.

### Déclin et restructurations des réseaux d'échanges
Qu'il soit vu comme une cause ou une conséquence de la crise de la fin de l'âge du bronze récent, si ce n'est les deux à la fois, le recul des échanges internationaux qui caractérisaient l'âge du bronze récent est une donnée importante pour interpréter cette période. L'archéologie indique que les liens commerciaux établis entre les différentes parties de la Méditerranée orientale connaissent un déclin marqué, sans pour autant disparaître.
Selon certains scénarios, les attaques des Peuples de la mer et d'autres groupes faisant de la rapine auraient entraîné un effondrement des échanges et fragilisé les royaumes qui se reposaient fortement sur eux pour obtenir des matières premières, en particulier du métal (notamment l'étain, employé pour fabriquer le bronze). Cela aurait notamment pu avoir un impact fort sur les royaumes mycéniens, jugés plus dépendants de ces échanges, et sur des cités marchandes comme Ougarit, où les lettres précédant la chute de la ville font état de la présence de groupes de maraudeurs.
D'un autre côté, la diminution des échanges peut aussi s'expliquer par le fait que les administrations centrales qui en contrôlaient la majeure partie cessent de fonctionner et de l'animer. La période pourrait de fait avoir vu l'essor de réseaux commerciaux plus décentralisés. Certains en font une des causes de la crise, d'autres une de ses conséquences. Il semble en tout cas que les réseaux commerciaux connaissent une restructuration durant cette époque, certains sites côtiers de Chypre et du Levant connaissant une expansion alors que d'autres avaient disparu.
L'Histoire d'Ounamon, texte égyptien connu par un papyrus du début du Ier millénaire av. J.-C., relate les péripéties d'un envoyé du temple d'Amon venu chercher du bois à Byblos sous le règne de Ramsès XI, donc dans la première moitié du XIe siècle av. J.-C. (sa période de composition ?), est souvent invoqué pour montrer que des échanges commerciaux ont encore lieu après l'effondrement mais dans un nouveau contexte. Ce récit est une fiction, glorifiant le dieu Amon (et avec lui son temple) dans une époque troublée, ce qui rend son utilisation problématique pour reconstituer l'histoire de la période à laquelle il est censé se situer, mais on y retrouve des éléments qui semblent correspondre à la période : le convoi d'Ounamon est attaqué par les Tjeker, un des « Peuples de la mer », ce qui pourrait renvoyer à l'insécurité des voies maritimes de la période ; le roi de Byblos traite l'envoyé égyptien avec dédain, signe que le royaume de la vallée du Nil n'intimide plus ses anciens vassaux,,.

### Catastrophes naturelles et changements climatiques
Des tremblements de terre ont été évoqués comme causes possibles de certaines destructions de sites qui surviennent à la fin de l'âge du bronze, notamment à Mycènes, à Troie et à Ougarit. Une proposition avance même l'hypothèse d'un séisme exceptionnel qui aurait causé la destruction des citadelles du Péloponnèse. Il semble bien que certains sites aient subi des destructions causées par de tels phénomènes, mais cela ne suffit pas à expliquer un effondrement, puisqu'ils sont généralement reconstruits rapidement,.
Un changement du climat, à savoir une période de sécheresse accentuée, est souvent évoquée comme un des facteurs de la crise de la fin de l'âge du bronze récent, par le biais des disettes voire famines qu'elle entraînerait. Ces propositions ont d'abord été émises pour le cas mycénien, et ont depuis été couramment avancées pour expliquer les mouvements de population ou l'affaiblissement des royaumes qui ont lieu vers cette époque. En particulier, plusieurs sources écrites laissent penser que le pays hittite connaît des difficultés alimentaires, puisqu'il se fait approvisionner en grain depuis Ougarit et l'Égypte,. Plusieurs études scientifiques semblent avoir confirmé que cette période est bien soumise à un climat plus froid et sec que par le passé, quoique le détail de la chronologie de cette évolution reste souvent imprécis,. D'un autre côté, les restes de plantes prélevés sur les sites du Levant septentrional pour la fin de l'âge du bronze récent et le début de l'âge du fer ne semblent pas porter de traces d'une telle crise prolongée.
Dès lors, l'élément climatique revient souvent parmi les causes possibles de la crise de la fin de l'âge du bronze récent. Mais il ne faut par forcément y chercher la cause principale : les sociétés de ces régions ont l'habitude de faire face à un climat variant souvent beaucoup d'une année sur l'autre, et de s'adapter aux sécheresses ; ni ces dernières ni les éventuelles disettes et famines qu'elles auraient causé, malgré leurs effets délétères sur l'édifice politique et social, ne semblent suffisantes pour expliquer l'ampleur de l'effondrement. Le climat est alors plutôt envisagé comme un facteur déclencheur ou aggravant, révélant les limites du système politique et économique (cf. ci-dessous), notamment d'une organisation « palatiale » qui serait devenue trop « rigide » dans sa gestion des terres agricoles, en particulier au Hatti.

### Crises internes et effondrement «systémique»
Certains scénarios reposent sur des révoltes internes, qui expliqueraient au moins une partie des destructions constatées à la fin du bronze récent. C'est notamment avancé pour des cités mycéniennes et celles de Canaan. C'est possible, mais cela ne suffirait pas à expliquer un effondrement généralisé.
D'autres approches par les causes internes n'impliquent pas forcément une révolte mais postulent plutôt un essoufflement du système politique et social. M. Liverani a développé une explication de la crise de la fin de l'âge du bronze récent reposant sur l'analyse des structures politiques et sociales de cette période et leurs limites. Depuis le milieu du XIVe siècle av. J.-C. les conflits militaires, les déportations et dépeuplements liés auraient entraîné une aggravation des problèmes, notamment en causant des épidémies et des famines. Le cœur du royaume hittite en particulier paraît soumis à ces problèmes. Les difficultés dans la production agricole entraînent l'endettement des paysans, pouvant les conduire à l'esclavage ou la fuite, et déstabiliser les communautés rurales, alors qu'à l'inverse une concentration des terres se produit au profit des élites. Les souverains ne se préoccupant apparemment pas de ces problèmes, ils s'aggravent jusqu'à devenir insoutenables et ils perdent le soutien de la population. Cela se voit notamment par la présence d'importants groupes déracinés, vivant dans les marges des royaumes, peu contrôlées. Il ne s'agit néanmoins pas du facteur déclencheur de la crise, qui serait plutôt extérieur, à savoir l'arrivée des Peuples de la mer et d'autres migrations internes qui ciblent les palais, qui n'ont alors plus les moyens de se remettre des destructions subies.
Également focalisée sur les logiques internes, l'approche par l'« effondrement systémique » a pris en importance au point de servir à désigner couramment la période comme celle d'un effondrement de la fin de l'âge du bronze récent, plutôt qu'une crise. Cette notion est introduite par les travaux de N. Sandars sur les Peuples de la mer : elle part du constat que chacune des autres explications avancées (catastrophes naturelles, sécheresses, famines, etc.) se sont déjà produites à plusieurs reprises durant l'âge du bronze récent sans jamais entraîner une crise d'une telle ampleur, les sociétés affectées ayant surmonté ces difficultés. Il se produit donc quelque chose d'autre à la fin de la période : une véritable faillite du système, d'une telle ampleur que les sociétés ne sont plus en mesure de la surmonter. Selon cette approche les traits fondamentaux de la période sont la fin de l'organisation administrative centrale, de l'élite politique qui la dirige, de l'économie centralisée qu'elle commande et une diminution de la population. Les facteurs de troubles se combinent, leurs effets sont démultipliés, au point de rendre la situation insurmontable.
Cette approche a notamment été critiquée par R. Drews, qui considère qu'à la différence de ses propositions celle-ci n'explique par les raisons pour lesquelles des destructions violentes se produisent. De plus il n'est pas si évident que cela de démontrer que le « système » est à bout de souffle à la fin du XIIIe siècle av. J.-C. : certains spécialistes considèrent que les dernières archives précédant les destructions, aussi bien à Pylos qu'à Ougarit, montrent plutôt une situation de « business as usual ».

### La combinaison des causes
Plusieurs des modèles évoqués précédemment intègrent plusieurs facteurs ayant entraîné la crise. L'approche par un seul facteur s'étant généralement avérée infructueuse, il est en tout cas souvent tentant de s'orienter sur des causes multiples,,. Ainsi que le résume O. Dickinson pour le cas égéen (l'un des plus affectés par les bouleversements) : 

« Il vaut mieux penser à une situation qui a fait boule de neige, dans laquelle presque toutes les explications avancées – guerre interétatique, guerre civile, raids de pirates, « révolte paysanne », tremblement de terre, sécheresse, peste – auraient pu jouer une part dans une région ou une autre. Les bouleversements sociaux ont peut-être été un facteur très important, mais l'ampleur de l'abandon des sites suggère que même une rébellion réussie contre la classe dirigeante établie n'a pas amélioré les choses, et pendant un certain temps, les conditions dans la mer Égée ont peut-être été vraiment chaotiques. »

Certaines approches, en particulier les logiques « systémiques », considèrent néanmoins qu'il y a un facteur déclencheur, qui déstabilise le système (alors qu'il est déjà affaibli) et aggrave ou fait apparaître les autres problèmes par « effet domino », : le refroidissement du climat et la sécheresse qui en découle, ou les destructions causées par les Peuples de la mer.

### Logique cyclique et «complexité»
Souvent en lien avec l'approche systémique, une interprétation cyclique des crises et effondrements s'est développée, de manière à plus intégrer la succession de phases de déclin et de reprises, ou plutôt d'effondrement et de régénération. La crise de l'âge du bronze récent en serait alors une manifestation. Ainsi, O. Dickinson relève que le monde égéen de l'âge du bronze connaît plusieurs de ces phases de rétractation, qui touchent plus ou moins de régions, à la fin du Bronze ancien (v. 3000 av. J.-C.), du Bronze moyen (v. 1500 av. J.-C.), et la crise du monde mycénien à la fin du Bronze récent constitue une dernière manifestation du phénomène. Sur la longue durée, cela donne l'impression d'une « alternance cyclique entre une période d'expansion, alimentée par l'exploitation intensive de la terre et la participation aux échanges avec l'étranger, puis de contraction à un niveau « villageois » plus proche de l'autosuffisance ». I. Finkelstein a proposé une interprétation similaire de la fin de la crise de l'âge du bronze récent au Levant méridional,.
E. Cline a de son côté proposé d'éclairer l'effondrement de la fin du bronze récent par l'approche dite de la « complexité ». Celle-ci part du principe qu'aucune civilisation n'échappe à sa fin, que celle-ci doit arriver et qu'elle se produit quand elle atteint un niveau de complexité qu'elle n'est plus en mesure de surmonter. Les relations de plus en plus serrées nouées entre les différentes civilisations voisines de la Méditerranée orientale fait qu'un dérèglement dans l'une se répercute sur les autres et entraîne une instabilité généralisée. « Ainsi, plutôt que d'imaginer une fin générale apocalyptique - même si certaines villes et royaumes comme Ougarit ont peut-être connu une fin tragique violente -, il est peut-être plus réaliste de penser que la fin de l'âge du bronze récent a été chaotique avec des désintégrations graduelles de lieux et régions qui entretenaient auparavant des contacts étroits, mais qui se trouvent désormais isolés et diminués, comme Mycènes, à la suite de changements intérieurs et/ou extérieurs affectant une partie ou plus du système complexe. » Après son effondrement, un système complexe se décompose en petites unités, ce qui correspond bien à la situation du début de l'âge du fer.

## Au-delà de la crise: une ère de transformations
Plutôt que de s'arrêter à la seule image catastrophiste de la période, une partie des recherches récentes a insisté sur le fait que le XIIe siècle av. J.-C. marque le début d'une période de changements divers et de grande ampleur, qui s'affirme aux siècles suivants, mettant en place un monde nouveau. Il s'agit néanmoins d'une période mal documentée, souvent caractérisée comme des « âges (ou siècles) obscurs » (c'est même la dénomination usuelle de la période en Grèce).

### Une période de recompositions
Comme vu précédemment, aucun des modèles proposés ne s'est avéré satisfaisant pour expliquer ce qui était observable, tant les situations ont pu varier selon les lieux, et il se peut qu'aucune reconstruction complète des facteurs ayant causé les bouleversements ne soit possible. La tendance à étudier séparément les différents espaces concernés a pu avoir tendance à régionaliser les approches, même si des thèmes communs ressortent des différentes études. Le modèle diffusionniste cherchant à expliquer l'ensemble des changements par des migrations linéaires depuis le monde égéen est encore répandu malgré le fait que ses limites aient été démontrées. Il est apparu évident que les changements sont pour beaucoup graduels, impliquent à la fois des continuités et des discontinuités. En plus des notions de crise et d'effondrement, tout un ensemble de concepts ont pu être mobilisés pour tenter de mieux comprendre les nombreuses évolutions de la période de la fin de l'âge du bronze et leur complexité : créolisation, hybridité, interculturalité, catastrophe, crise, dislocation, migration, colonisation, ethnogenèse, nucléation, réoccupation, abandon, etc. A. Killebrew a plus insisté sur le fait que cette période soit à envisager comme un âge de transformations : des changements démographiques (notamment dans le peuplement), une fragmentation entre plusieurs cultures régionales, qui restent néanmoins connectées, la désintégration des principales entités de l'âge du bronze récent et la restructuration des structures politiques, économiques et sociales autour de logiques moins centralisées et plus localisées, posant les jalons des entités politiques du Levant de l'âge du fer, des âges biblique et classique, :

« Plutôt que de parler de cette période temporelle comme d'une « catastrophe », d'une « crise » ou d'un « effondrement » - termes couramment utilisés pour décrire la fin de l'âge du bronze récent -, il est préférable d'y voir une transformation qui a affecté diversement les différentes régions du monde de l'âge du bronze récent. Il y eut à la fois des « gagnants » et des « perdants », selon le point de vue de chacun, plusieurs des régions semi-périphériques (par exemple, Chypre et plusieurs régions côtières du Levant) bénéficiant clairement de l'effondrement du contrôle du centre ou du contrôle de l'« élite » sur le commerce international et les biens de prestige. La soi-disant « crise » ou l'« effondrement » fut bien plus complexe que la simple fin d'une tradition culturelle. »

Sans forcément aller jusqu'à rejeter l'idée de crise ou d'effondrement, les études sur la période se sont en tout cas de plus en plus intéressées à ce qui se passe après,. E. Cline a ainsi étudié les trajectoires historiques des différentes régions de la Méditerranée orientale et du Moyen-Orient après l'effondrement, qui marque selon lui certes la fin d'un monde mais aussi de nouveaux commencements. Il a ébauché une classification des sociétés en fonction de leur résilience, entendue comme la « capacité de continuer à fonctionner dans des situations de stress, de s'adapter à l'adversité et de récupérer sa fonctionnalité après la crise. » Il propose ainsi de distinguer :
1. des sociétés résilientes et « anti-fragiles », qui se sont transformées et ont prospéré après la crise, les Cananéens centraux ou Phéniciens, et les Chypriotes ;
2. des sociétés très résilientes, certes à des degrés divers, l'Assyrie, la Babylonie, une partie de la Syrie et les pays néo-hittites ;
3. une société à niveau minimal de résilience, l’Égypte, qui fait face mais ne semble pas s'adapter ;
4. des sociétés sans résilience mais assurant une continuité culturelle minimale, la Grèce continentale et la Crète ;
5. des sociétés non résilientes, ayant disparu ou ayant été assimilées, les Hittites et le Levant méridional[161].

L'après-crise ou la transition se fait notamment avec le développement de plusieurs progrès qui façonnent chacun à leur manière les profils des sociétés de l'âge du fer.
- La principale innovation technologique associée à cette période est le développement de la métallurgie du fer. C'est certes un progrès « logique » si on s'en tient à une approche linéaire des évolutions métallurgiques, ce minerai étant plus difficile à transformer que le cuivre et l'étain employés dans la fabrication du bronze. Mais cette évolution pourrait avoir été accélérée par l'interruption des circuits d'échanges de ces deux derniers, incitant progressivement plusieurs régions à se tourner vers le fer, plus accessible[162].
- L'effondrement des administrations palatiales a tout d'abord conduit à la disparition de la pratique des écritures cunéiformes à l'ouest de l'Euphrate (et du linéaire B dans le monde égéen). À leur place les scribes recourent de plus en plus à l'écriture alphabétique linéaire, qui existe certes depuis plusieurs siècles, mais avait un rôle secondaire durant l'âge du bronze récent. Elle est néanmoins peu attestée durant les premiers temps de l'âge du fer, mais ce système plus simple permet sur le long terme une diffusion plus large de l'écriture, notamment en dehors de la sphère palatiale. La seule écriture de type syllabique et logographique dont l'usage se prolonge dans la partie occidentale est celle des hiéroglyphes hittites (qui transcrivent en fait la langue louvite). L'Égypte et la Mésopotamie continuent plus longtemps à employer leurs systèmes d'écritures traditionnels[163],[164].
- De nouvelles terres agricoles sont gagnées dans plusieurs régions grâce des défrichements et à la pratique des cultures en terrasse, aussi des progrès dans les techniques d'irrigation et d'approvisionnement en eau[165].

### De nouvelles entités politiques et ethniques
Durant la première moitié du XIIe siècle av. J.-C., l'ordre ancien s'est effondré, avec son système politique organisé autour d'un ensemble de grands rois dominant des rois secondaires. Les relations inter-régionales entre ces différentes entités disparaissent aussi, de même que les relations commerciales. Le fait plus significatif est peut-être la chute de l'empire hittite et la désintégration de sa sphère politique, en particulier en Syrie, même si des continuités existent, notamment autour de Karkemish. Partout se produit un phénomène de fragmentation politique, une prise en importance de l'échelle locale, visible aussi bien au Levant qu'en Anatolie et dans le monde égéen. Parmi les grandes puissantes survivantes, l'Égypte n'est pas en mesure de rétablir son empire levantin, tandis que l'Assyrie, si elle résiste mieux, ne profite pas du vide politique laissé en Syrie, d'autant plus qu'elle est retenue par les rivalités avec les autres grands royaumes de l'ouest, Babylone et l'Élam. Parmi les nouvelles entités politiques qui émergent, se constate notamment le développement d'États « nationaux », caractérisés par la revendication d'un ancêtre commun fondateur et donc d'une parenté entre les membres du groupe, également de cultes divins spécifiques, ainsi que d'autres coutumes qui renforcent leur cohésion.
La disparition de l'empire hittite est donc un des principaux marqueurs des catastrophes de la fin de l'âge du bronze, mais son héritage est revendiqué par les rois de la branche installée en Syrie du nord à Karkemish qui a continué à exister. Des revendications similaires se retrouvent plus généralement dans les royaumes de la tradition dite « néo-hittite » (Melid, Que, etc.), situés en Anatolie du sud-est et en Syrie du nord, qui écrivent en hittite hiéroglyphique, qui transcrit en fait la langue louvite (la langue hittite disparaît de la documentation écrite avec la disparition du hittite cunéiforme lors de la fin de l'empire hittite). Leur art et leur architecture témoignent également d'une continuité avec les traditions de l'âge du bronze. 
En revanche en Anatolie centrale, dans l'ancien cœur du royaume hittite, la rupture est nettement plus marquée : le début de l'âge du fer est marqué par la fin des sites urbains, un mode de vie plus modeste ; il faut attendre le milieu du Xe siècle av. J.-C. pour voir un nouveau développement de structures politiques plus importantes, avec l'émergence du royaume des Phrygiens, un peuple arrivé dans la région après la chute de l'empire hittite, dont la culture se démarque largement de celle qui s'épanouissait dans la région durant l'âge du bronze. 
Dans l'espace égéen également, même s'il faut se départir des visions catastrophistes la rupture avec l'époque mycénienne est radicale : les structures politiques palatiales ne sont pas reconstituées, on observe une fragmentation régionale, avec une forte réduction des échanges, l'usage de l'écriture disparaît pour plusieurs siècles, les techniques architecturales s'appauvrissent et en général la culture matérielle suit une même tendance (mais l'artisanat du fer se développe) et bascule vers de nouvelles traditions culturelles (notamment les céramiques peintes des styles « géométriques »). Les signes de reprise se décèlent surtout après le milieu du IXe siècle av. J.-C. et durant la « renaissance » du VIIIe siècle av. J.-C., phase d'expansion qui marque la transition des siècles obscurs à l'époque archaïque.
Dans le Levant central, sur la côte libanaise, les éléments de continuité avec l'âge du bronze sont des plus évidents. Les cités de la région forment à cette période un ensemble que les Grecs devaient nommer « Phéniciens », même si on ne sait pas vraiment si elles ont jamais eu l'impression de former une culture commune. L'impact des migrations de la fin du bronze récent semblent néanmoins perceptibles dans certaines évolutions de la culture matérielle. Avec la disparition d'Ougarit, les cités de la région, Byblos, Tyr, Sidon, etc. devinrent les principaux ports de la côte levantine. Ils durent sans doute pendant un temps faire face au déclin des réseaux d'échanges à longue distance, quoi qu'il semble que les relations avec l’Égypte n'aient jamais été interrompues. D'après les quelques données glanées sur des sites archéologiques de la région, les cités de la côte libanaise ont été remarquablement résilientes après les événements de la fin du Bronze récent, ont maintenu leurs traditions tout en intégrant quelques éléments étrangers. Auparavant moins dépendantes de la mainmise égyptienne, elles paraissent avoir été mieux armées que les cités de la côte méridionale du Levant pour résister aux bouleversements de l'époque. En tout cas la fin des dominations égyptienne et hittite leur donne une autonomie qui semble compter dans leur essor, perceptible par un début d'expansion de la culture phénicienne vers le sud au XIe siècle av. J.-C. (visible à Dor). C'est aussi à cette période qu'apparaissent les premiers témoignages de l'alphabet phénicien,.
Les cités cananéennes du Levant méridional sont profondément affectées par les évolutions de l'âge du bronze. Au nord, les continuités avec l'âge du bronze sont plutôt de mise à Megiddo, reconstruite après sa destruction, en revanche sur la côte à Dor la culture matérielle présente des traits chypriotes et syriens mêlés aux traditions locales, ce qui est vu comme l'indication de la présence sur place d'un des groupes des Peuples de la mer, les Tjeker. La partie sud de la côte et de la plaine littorale a vu l'implantation des Peleset/Philistins, ce qui se repère comme vu plus haut l'émergence d'une culture matérielle marquée par les influences égéennes et chypriotes. Ces traits s'estompent rapidement, ce qui indique que les éléments extérieurs se fondent rapidement dans le substrat culturel local. Il n'en reste pas moins l'émergence de cités philistines (Gath, Ekron, Ashkelon, Ashdod, etc.), amenées à jouer un rôle important durant le second âge du fer (après 980),. Les hautes terres intérieures sont une autre région où se produisent des changements importants. Dans cette région jusqu'alors dépourvue d'habitat sédentaire ou presque, apparaissent de nombreux sites occupés en permanence de petite taille, généralement non fortifiés, sans hiérarchie du peuplement. C'est là que se situe l'apparition des « Proto-Israélites » à l'origine des royaumes d'Israël et de Juda du second âge du fer. Leurs origines sont très discutées : il pourrait s'agir de nomades qui se sédentarisent (notamment les Shasous originaires du sud de la Transjordanie), de gens venus des villes et campagnes des plaines cananéennes fuyant les troubles affectant ces dernières, de populations extérieures à Canaan, ou d'un peu tout cela à la fois,.
En Syrie intérieure, une nouvelle population fait son apparition dans la documentation textuelle à la fin du XIe siècle av. J.-C., les Araméens. Il a longtemps été envisagé qu'il s'agisse de nouveaux venus dans la région, des nomades originaires du désert syro-arabe, faisant donc partie des grands mouvements migratoires de la période. Il est désormais envisagé qu'il s'agisse plutôt d'un autre phénomène caractéristique de cette phase de transition, celui des réorganisations des sociétés locales autour de nouveaux cadres sociaux et identités, mais dans la continuité des périodes antérieures. Il s'agit donc de descendants des populations occupant la Syrie à l'âge du bronze, ce qui confirme leur langue ouest-sémitique ainsi que leur culture matérielle, ayant adopté un mode de vie fluide pour faire face à la tourmente liée à l'effondrement des structures politiques et urbaines, pour adopter au départ un mode de vie rural-pastoral, autour du cadre tribal. Certains spécialistes leur confèrent des origines essentiellement nomades, mais ils pourraient plutôt résulter de la symbiose de groupes sédentaires, urbains et villageois, et nomades. Un nouvel essor urbain se dessine en tout cas dès le XIe siècle av. J.-C. en Syrie occidentale autour d'entités politiques araméennes.
L'expansion araméenne met à mal la puissance dominant la Haute Mésopotamie, l'Assyrie, qui subit d'importantes pertes territoriales sur la seconde moitié du XIe siècle av. J.-C. et la première moitié du Xe siècle av. J.-C., période pour laquelle quasiment aucune expédition militaire assyrienne n'est documentée. Mais la débâcle n'est pas totale : le cœur du royaume est préservé, ainsi que la domination sur quelques autres régions voisines telles que la moyenne vallée du Khabur (Shadikanni, royaume vassal de l'Assyrie), et la continuité dynastique est assurée, signe que le pouvoir central se maintient en place malgré les épreuves. À partir du règne d'Assur-dan II (934-912), l'Assyrie entame une dynamique expansionniste, dirigée en priorité contre les entités politiques araméennes de Haute Mésopotamie et de Syrie, que les historiens désignent souvent comme une « Reconquista » assyrienne, car il s'agit par bien des aspects d'une phase de rétablissement des frontières du royaume assyrien de l'âge du bronze récent,.
Des Araméens se trouvent également dans les sources babyloniennes du XIe siècle av. J.-C., ce qui indique que la Basse Mésopotamie est elle aussi concernée par des mouvements de populations, qui sont liés à l'instabilité chronique qui s'y met en place après la fin de la seconde dynastie d'Isin. Ils n'y fondent cependant pas de royaumes comme en Syrie et restent essentiellement nomades. L'autre groupe important qui s'implante dans la région sont les Chaldéens, qui semblent eux aussi d'origine ouest-sémitique et s'organisent autour d'entités tribales solides ayant une base sédentaire. Les villes babyloniennes connaissent une phase de déclin, manifestement causée par les déprédations des nouveaux venus, alors que le pouvoir royal, passe entre les mains de plusieurs dynasties caractérisées par une faiblesse durable. Les élites urbaines liées aux temples prennent un rôle majeur dans les affaires politiques locales.
Le Plateau iranien connaît aussi d'importants bouleversements. L'Élam plonge dans une obscurité totale à partir de 1100 et jusqu'au milieu VIIIe siècle av. J.-C., longue période pour laquelle il n'y a aucune source écrite assurée. Mais le fait qu'il y ait une continuité dans les pratiques d'administration et d'écriture, et plus largement la culture, entre l'âge du bronze et l'âge du fer indique qu'il y a eu des survivances et des canaux de transmissions, qui ont évité un « effondrement » à proprement parler. Mais ils ne sont pas encore identifiés. Des mouvements de populations importants affectent la partie occidentale de l'Iran à cette période, puisque durant l'âge du fer on y trouve des populations inconnues auparavant, les plus fameuses étant les Mèdes et les Perses.

### Proche-Orient antique
- (en) Trevor Bryce, The Routledge Handbook of People and Places of Ancient Western Asia, Abingdon et New York, Taylor & Francis, 2009.
- (en) Ann E. Killebrew et Margreet Steiner (dir.), The Oxford Handbook of the Archaeology of the Levant : c. 8000-332 BCE, Oxford, Oxford University Press, 2013
- (en) Mario Liverani, The Ancient Near East : History, society and economy, Londres et New York, Routledge, 2014
- (en) Karen Radner, Nadine Moeller et D. T. Potts (dir.), The Oxford History of the Ancient Near East : Volume III: From the Hyksos to the Late Second Millennium BC, Oxford, Oxford University Press, 2022
- (en) Karen Radner, Nadine Moeller et D. T. Potts (dir.), The Oxford History of the Ancient Near East : Volume IV: The Age of Assyria, Oxford, Oxford University Press, 2023

### Fin de l'âge du bronze
- (en) Robert Drews, The End of the Bronze Age : changes in warfare and the catastrophe ca. 1200 B.C., Princeton University Press, 1993
- (en) Ann E. Killebrew, Biblical People and Ethnicity : An Archaeological Study of Egyptians, Canaanites, Philistines, and Early Israel, 1300-1110 B.C.E., Atlanta, Society of Biblical Literature, 2005
- (en) Gershon Galil, Ayelet Gilboa, Aren M. Maeir et Dan’el Kahn (dir.), The Ancient Near East in the 12th–10th Centuries BCE : Culture and History. Proceedings of the International Conference held at the University of Haifa, 2–5 May, 2010, Münster, Ugarit-Verlag, 2012
- (en) Ann E. Killebrew et Gunnar Lehmann (dir.), The Philistines and Other “Sea Peoples” in Text and Archaeology, Atlanta, Society of Biblical Literature, 2013
- Eric H. Cline, 1177 avant J.-C. Le jour où la civilisation s’est effondrée, La Découverte, coll. « Poche », 2016
- (en) A. Bernard Knapp et Sturt W. Manning, « Crisis in Context: The End of the Late Bronze Age in the Eastern Mediterranean », American Journal of Archaeology, vol. 120, no 1,‎ 2016, p. 99-149 (JSTOR 10.3764/aja.120.1.0099)
- (en) Peter M. Fischer et Teresa Bürge, “Sea Peoples” Up-to-Date : New Research on Transformation in the Eastern Mediterranean in 13th-11th Centuries BCE, Vienne, Austrian Academy of Sciences Press, 2017
- Eric H. Cline, La survie des civilisations : Après 1177 av. J.-C., La Découverte, 2024